# Club Atlético San Lorenzo de Almagro
El Club Atlético San Lorenzo de Almagro es una entidad deportiva de Buenos Aires, Argentina. Fue fundado el 1 de abril de 1908 en el barrio de Boedo por iniciativa de un grupo de jóvenes con la colaboración del sacerdote salesiano Lorenzo Massa. Su principal actividad es el fútbol masculino donde participa en la Primera División. También en el club se practica balonmano, baloncesto, futsal, gimnasia rítmica, natación, hockey, entre otras disciplinas deportivas.
Es considerado como uno de los cinco grandes del fútbol argentino a partir de que la Asociación del Fútbol Argentino dispusiera la implementación del llamado «voto proporcional» en 1937, que consistía en darle mayor poder de decisión a aquellos clubes con mayor número de socios, mayor antigüedad y mayor cantidad de títulos.
Su actual estadio, el Pedro Bidegain, más conocido como el Nuevo Gasómetro y la Ciudad Deportiva se encuentran ubicados en la ciudad de Buenos Aires en el barrio de Flores, tiene capacidad para 47 964 espectadores y está dentro de los diez estadios más grandes de Argentina. Su anterior estadio, llamado el Gasómetro se encontraba en Avenida La Plata al 1700 en el barrio de Boedo, también conocido como el Wembley porteño, fue el estadio que utilizaba la selección argentina y llegó a tener un aforo de 75 000 personas. En la actualidad y tras una larga batalla legal llevada adelante principalmente por sus socios e hinchas, en 2021 la Legislatura de Buenos Aires aprobó la Ley de Rezonificación, por la cual el predio de avenida La Plata y Las Casas, donde se ubicaba el estadio, fue devuelto al club para la constitución de su actual sede social y un probable futuro recinto.
San Lorenzo de Almagro obtuvo 22 títulos, en el medio local 15 son campeonatos de Primera División, 2 copas nacionales y en el medio internacional ha alzado 5 títulos donde 3 son en el ámbito confederativo e interconfederativo (CONMEBOL/FIFA) y 2 en el ámbito rioplatense (AFA/AUF). Es el sexto equipo más ganador del profesionalismo (17 títulos).
A lo largo de su historia de entre tantos títulos San Lorenzo fue campeón de la Supercopa Argentina, fue el primer campeón de la Copa Sudamericana, el único equipo argentino en haber ganado la Copa Mercosur, además de ganar la Copa Libertadores de América y ser subcampeón del Mundial de Clubes ese mismo año, lo que lo hace ser uno de los 4 clubes argentinos que disputaron la final de un torneo internacional organizado por la FIFA.
Por otro lado, es una de las once instituciones que integran la galería de «clubes clásicos de la FIFA» por Argentina. Actualmente el club cuenta con 89.717 socios, además es uno de los equipos con más simpatizantes en la ciudad de Buenos Aires con una mayor concentración en el sur, y cuenta también con una cantidad de filiales y peñas, localizadas tanto en la Argentina como en varios lugares del mundo. El club hace hincapié en la formación de futbolistas ya que de sus divisiones inferiores han surgido jugadores con grandes valores que integraron la selección argentina y fueron campeones de competiciones internacionales, tales como la Copa Confederaciones, los Juegos Olímpicos, la Copa América y la Copa del Mundo.
Tiene 170 peñas de las cuales 142 se encuentran distribuidas a lo largo y a lo ancho de toda la Argentina, y 28 en el exterior, ubicadas en: Alemania, Andorra, Australia, Chile, 10 en España (Andalucía, Barcelona, Fuengirola, Madrid, Oliva, Santander, Tarragona, Tenerife, Zaragoza y Málaga), 5 en Estados Unidos (Arizona, Hawái, Miami, Nueva York y Texas), Italia, Israel, Japón, México, Perú, Puerto Rico, 2 en el Reino Unido y Uruguay.
Su histórico rival es Huracán, con el que disputa uno de los encuentros futbolísticos más antiguos, tradicionales y convocantes del país denominado clásico de barrio, donde en la actualidad trasciende los límites locales, convirtiéndose en un partido seguido tanto a nivel nacional como internacional, que sin embargo mantiene la esencia que le dio origen. Además la rivalidad San Lorenzo-Huracán es una sana característica del entorno barrial que enriquece la historia cultural y deportiva de los barrios que representan. También son considerados clásicos los partidos que disputa con los demás equipos grandes (Boca Juniors, River Plate, Independiente y Racing Club).
Como particularidad es el único club del mundo que tiene en exposición su camiseta en el museo de la FIFA, específicamente la que se utilizó el 16 de marzo de 2013 contra Colón en conmemoración al nombramiento de Jorge Mario Bergoglio como sumo pontífice.

## Símbolos

### Himno
El club posee su propio himno oficial. Fue compuesto en 1942 con letra de Agustín Bernárdez y música de Alfredo Zappettini. Era cantado por todos los jugadores, directivos, e hinchas de San Lorenzo. Luego de su presentación, su creación fue inmediatamente aceptada. Es de destacar que sus autores también compusieron el himno de su clásico rival, el Club Atlético Huracán, y de otros como el Club Atlético Banfield, en la misma época.

### Bandera oficial

Bandera oficial del Club Atlético San Lorenzo de Almagro.

La bandera oficial del Club Atlético San Lorenzo de Almagro representa a nueve jugadores. San Lorenzo se fundó en 1908 y hasta fines de 1911 compitió en ligas escolares (Don Bosco) o en partidos barriales. Pero luego se discontinúan las actividades hasta que nuevamente se unen nueve jugadores que vuelven a Club Atlético San Lorenzo de Almagro y le dan base a su equipo de fútbol para comenzar su proyección en el fútbol Argentino. Estos nueve jugadores se llamaban: José Coll, Alberto Coll, Luis Gianella, Francisco Xarau, José De Campo, Nicolás Romeo, Amílcar Assali, Cayetano Urio y Luis Franchini.
Con estos nueve jugadores iniciales y con otros más se inscribieron en la Segunda de la Asociación Argentina de Football para competir en el torneo del año 1914 y con la experiencia ya ganada en el equipo Argentinos de Vélez Sarsfield por esos nueve jugadores más la capacidad técnica de otros jugadores como Luis Monti salieron campeones y ascendieron a primera de la Asociación Argentina de Football, iniciando la grandeza azulgrana.
En honor a dichos nueve jugadores se creó la bandera que los representa, con 9 estrellas y 9 bastones, 5 azules y 4 rojos. Esta bandera flamea en el mástil derecho de la tribuna popular del Estadio Pedro Bidegain.

## Uniforme
- Uniforme titular: camiseta con bastones verticales azules y rojos, pantalón azul y medias azules.
- Uniforme alternativo: camiseta blanca con vivos azules y rojos, pantalón blanco y medias blancas.

| Primero | (Ver evolución) | Actual |

## Infraestructura

### El Gasómetro

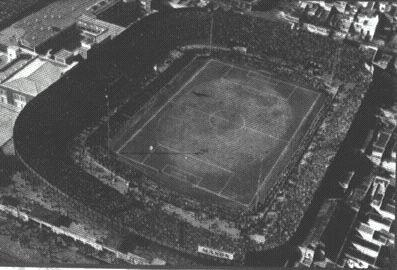
El Gasómetro.

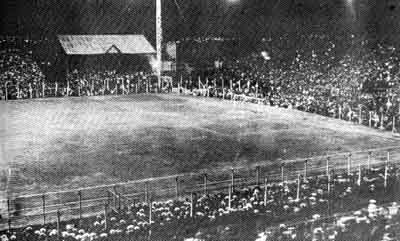
El Gasómetro iluminado.

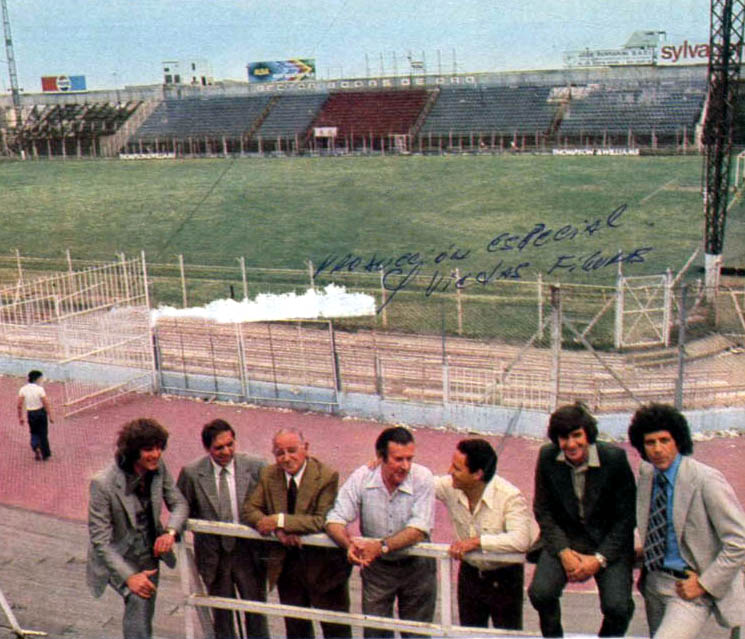
El viejo Gasómetro de Avenida La Plata

La entidad tuvo desde 1916 a 1979 un estadio ubicado sobre la Avenida La Plata. Inicialmente en un terreno alquilado. El 1 de enero de 1915, San Lorenzo ganaba la final por el ascenso a Primera División. Por tal motivo, la necesidad de contar con un campo de juego que albergara a miles de personas se tornó en algo imprescindible. El nuevo objetivo estaba planteado. A pesar de no contar con fondos suficientes, el esfuerzo por el Club brindó todo lo pudo. El padre Lorenzo Massa ofreció alquilar el predio de Av. La Plata al 1700, perteneciente al Colegio María Auxiliadora y de los hermanos Oneto. El presidente del Club Pedro Bidegain convenció a las propietarias a venderlo y tomo préstamos para concretarlo. El Gasómetro de Boedo supo ser el estadio donde era local la Selección Argentina y donde además se celebraron incontable cantidad de eventos multitudinarios. La cancha fue apodada como el “Gasómetro” por su similitud por los tanques que almacenaban gas en aquella época. El crecimiento de la Institución permitió que la compra de los terrenos se concrete el 6 de septiembre de 1928 y que meses después, llegara a la capacidad de 76 000 espectadores. En muchas oportunidades -por su ubicación y por las comodidades que presentaba- el estadio fue utilizado por la Selección Argentina. 
En 1939 se incorporó la iluminación artificial y el Viejo Gasómetro se convirtió en el primer estadio en contar con la posibilidad de disputar partidos en horarios nocturnos.
La primera transmisión de fútbol en directo en la televisión argentina se realizó el 3 de noviembre de 1951 desde el estadio de San Lorenzo, en un partido entre el local y River, con la dirección de cámaras de Jaime Yankelevich.
Fue clausurado el 2 de diciembre de 1979, tras disputarse su último partido oficial contra Boca Juniors, el cual arrojó como resultado un empate en cero. La difícil situación económica que atravesaba el club, ignorado por el gobierno que benefició a otros clubes, concluyó con el remate de 7760 metros cuadrados del predio de Avenida La Plata debido al juicio que existía con la empresa Altgelt y cia SRL, por incumplimiento de pago de la construcción del complejo natatorio en el predio del Bajo Flores. Es así como San Lorenzo pierde el Viejo Gasómetro, presionado por la entonces Intendencia de la ciudad de Buenos Aires, a cargo del gobierno de facto liderado por el autoproclamado Proceso de Reorganización Nacional, dio el pretexto de lanzar un plan de urbanización sobre los terrenos de dicho estadio que jamás se realizó. Tales terrenos serían finalmente vendidos por el club a la cadena francesa de supermercados Carrefour, con lo cual el club empezó a pagar su deuda y a construir el Nuevo Gasómetro, Carrefour compró así el terreno y San Lorenzo comenzó a pagar sus deudas y construir su estadio en el Bajo Flores. El estadio fue desmantelado y gran parte de los tablones fueron vendidos y regalados, por ejemplo, las maderas del viejo templo azulgrana estuvieron durante más de 20 años formando parte de la platea del estadio del Club Atlético Ituzaingó, hasta que este en 2007 las sacó a la venta al remodelar su platea. José Sanfilippo, Marcelo Tinelli y el Papa Francisco poseen uno de estos tablones históricos.

### Nuevo Gasómetro

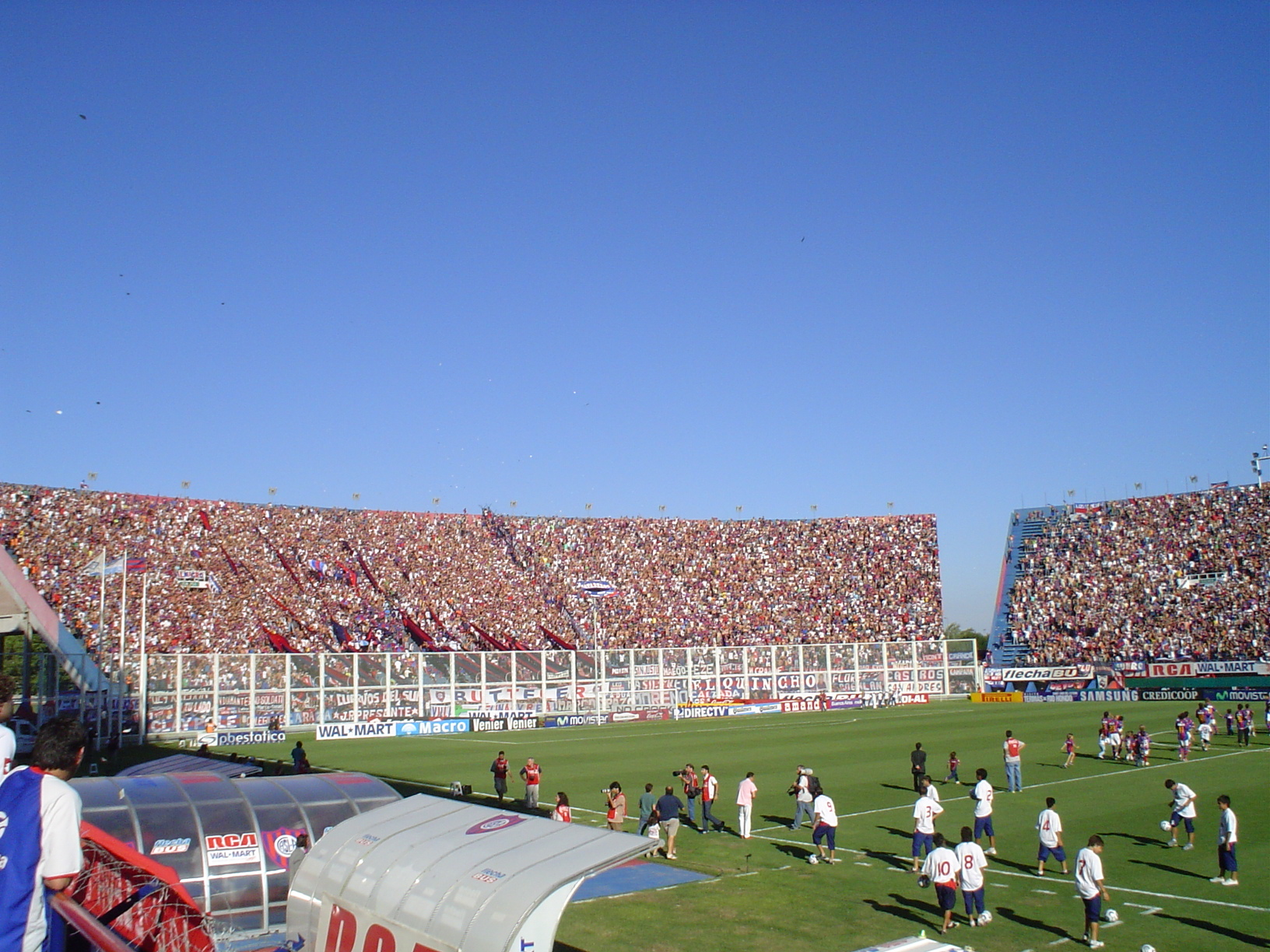
El Nuevo Gasómetro

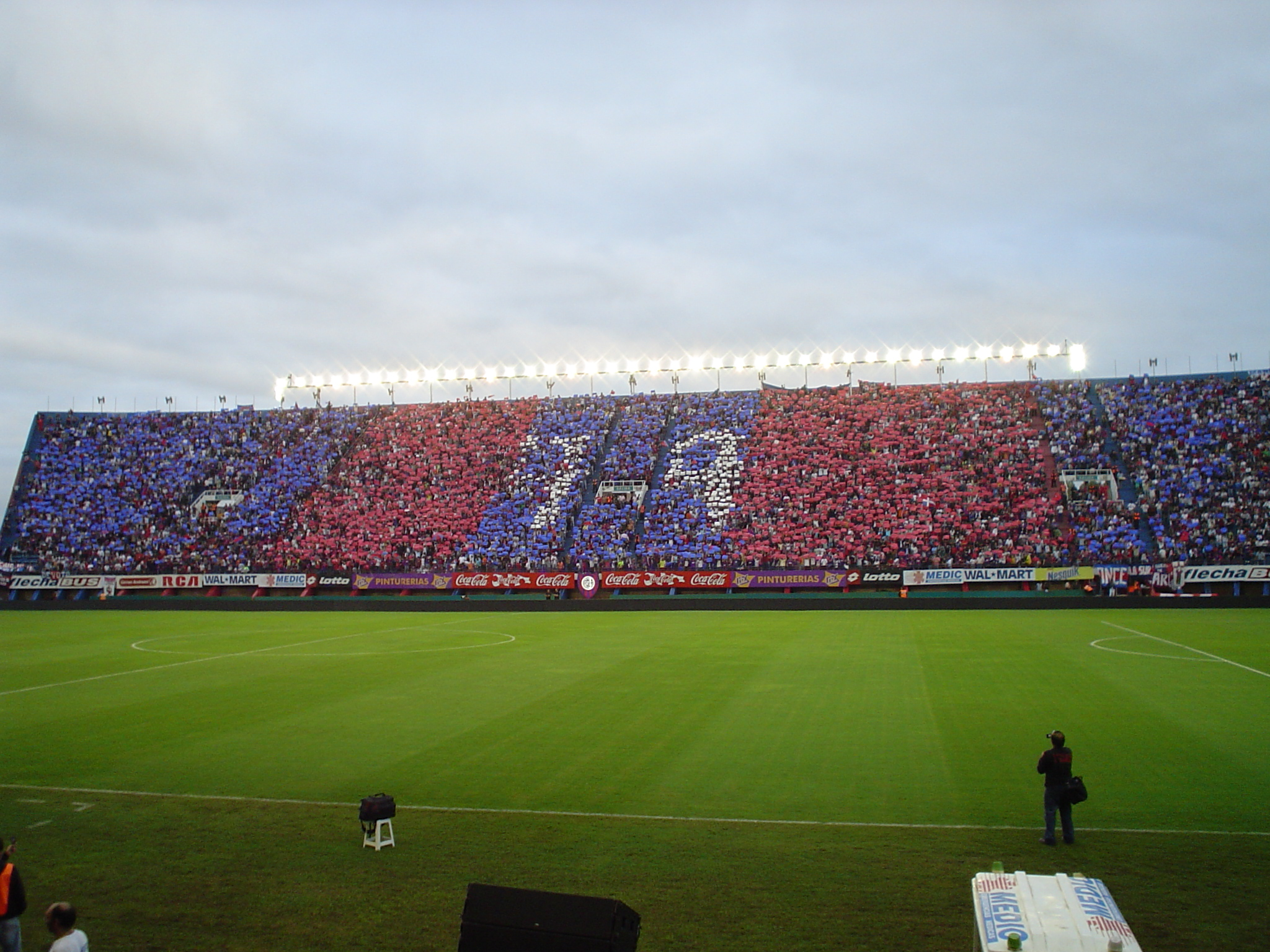
La Platea Sur, en el aniversario N.º 99 del Club.

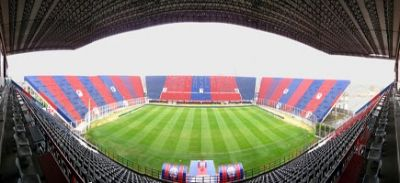
Estadio Pedro Bidegain

Actualmente el club juega de local en su propio estadio llamado Pedro Bidegain, en la intersección triangular de las avenidas Perito Moreno, Varela y Francisco Fernández de La Cruz en el barrio de Flores. Tiene capacidad para 47 964 personas. 
Durante la década de 1980 y la primera mitad de la del 90, San Lorenzo de Almagro no tenía estadio propio y debía jugar de local en los de otros equipos. Tras la quiebra y la venta del Gasómetro de Boedo, el equipo tuvo también otra crisis, pero futbolística: perdió la categoría en 1981. Durante esa difícil etapa que fue rápidamente superada el Ciclón llenaba algunas de las canchas de la zona metropolitana haciendo de local en los estadios de Ferro Carril Oeste, Vélez Sarsfield, Atlanta, Boca Juniors y Huracán incitando a la gente de diferentes equipos a ir a ver al ciclón las veces que su equipo jugaba. Los años pasaban, y el club de Boedo era el favorito para los hinchas de otros clubes. Mediante anuncios publicitarios, invitaba a todo aquel que quiera gozar del buen fútbol a visualizar un partido de San Lorenzo, por ende seguía siendo local en otras canchas de la ciudad de Buenos Aires, mientras tanto en los terrenos que tenía en el ex Parque Almirante Brown se estaba construyendo el flamante estadio. Para que fuera posible la construcción de la nueva cancha, hubo que recurrir al gran esfuerzo y amor propio de los hinchas, quienes pagaban un bono extra cada vez que jugaban "de local".
Finalmente la inauguración fue el 16 de diciembre de 1993 en un partido amistoso frente a Universidad Católica; el estadio contaba con las cuatro tribunas pero aún sin sus codos en los extremos. Habían pasado casi 5 años (57 meses) y se había efectuado una inversión cercana a los 15 millones de dólares. Forma parte de la épica que vivieron los socios y simpatizantes -que se volcaron masivamente al nuevo estadio-, la fuerte tormenta que retrasó la fecha originalmente prevista para su inauguración.
El 19 de enero de 1997 se inauguró el techo de la platea Norte. En 2004, la FIFA obligó a todos los estadios de Sudamérica a que no haya más público de pie, fue por eso que a partir de ese año se comenzaron a instalar progresivamente butacas en los sectores generales. Esto provocó que los "codos" (sectores P y Q) se ampliaran, y a su vez las populares este y oeste se achicaran. Debido a esta disposición convencional. El nombre oficial del nuevo estadio de San Lorenzo de Almagro es en homenaje a Pedro Bidegain (presidente del club en 1929). En el mundo futbolístico es conocido como Nuevo Gasómetro.

### La vuelta a Boedo
Desde 2007, con la ayuda y empuje de sus socios, con la compra de propiedades y la recuperación de la Plaza Padre Lorenzo Massa, San Lorenzo trabaja por la vuelta al barrio que lo vio nacer. El 12 de abril de 2011, la Institución de Boedo fue noticia por la convocatoria de 20.000 hinchas a la Legislatura Porteña para presentar el proyecto de Ley de Restitución Histórica, que contempla el pedido de devolución de las tierras donde estuvo el Viejo Gasómetro. Luego se realizó otra marcha, por el mismo motivo, en donde asistieron 40.000 "cuervos". Pero esa no sería la última, ya que el 8 de marzo de 2012 los hinchas azulgranas explotaron la Plaza de Mayo llevando el increíble número de 110.000 personas que se movilizaron por la vuelta a "Tierra Santa" y que, por supuesto, fue el furor no solo de los medios de comunicación, sino también de las redes sociales. el 15 de noviembre de 2012, quedaría sancionada la Ley de Restitución Histórica que le devuelve los terrenos de Av. La Plata al club. El 23 de diciembre de 2015 luego de una negociación con Carrefour (propietario de las instalaciones), el hipermercado aceptó una oferta de 150 millones de pesos por un 75% del predio lo cual generó la vuelta definitiva al barrio de Boedo. El 1 de julio de 2019 con una gran fiesta popular, San Lorenzo tomó posesión de los terrenos del viejo gasómetro. El 5 de agosto de 2021, fue aprobada la ley de Rezonificación por la Legislatura Porteña que habilita al club a construir su estadio en Avenida La Plata.

### Sedes
| Sedes |
| --- |
| * Sede Boedo "Av. La Plata" : La sede social de San Lorenzo de Almagro, ubicada en avenida La Plata 1782, en pleno barrio de Boedo, fue inaugurada en 1997 bajo la presidencia de Fernando Miele.En la actualidad este predio constituye un verdadero atractivo para todos los asociados que realizan distintas actividades, ya que por su ubicación, recibe la visita de casi dos mil personas por día. Sus instalaciones comprenden una pileta de natación cubierta, vestuarios confortables, consultorios médicos, dos gimnasios cubiertos y otro de musculación en las plantas superiores, una confitería en su entrada, el local oficial de la tienda del club Cuervomanía y el sector administrativo de dicha sede. También presenta boleterías para la venta de entradas previo a los partidos del fútbol profesional, sobre todo cuando juega como visitante, un gimnasio de iniciación deportiva para las escuelas de fútbol y básquet y la ampliación en la esquina para sector administrativo, local de ropa, etc. |
| * Sede Administrativa: Se encuentra ubicada en Av. La Plata 1794, más precisamente en Av. La Plata y Las Casas. En esta sede se concentran todas las actividades administrativas del Club, que eran parte de la vieja sede de Av. de Mayo. |
| * Avenida de Mayo: La misma estaba ubicada en Avenida de Mayo 964, entre Tacuarí y Bernardo de Irigoyen, en pleno Barrio de San Nicolás (a escasos 50 m de la Av. 9 de Julio) de la Ciudad Autónoma de Buenos Aires. Funcionaba desde el año 2017 y le brindan al asociado servicios como el cobro de cuotas sociales, venta de tickets para los partidos, merchandising e indumentarias oficiales. Cerró entre 2020 y 2021. |
| * Ciudad Deportiva: Ubicada en las intersecciones de las avenidas Francisco Fernández de la Cruz y Varela, en pleno barrio de Villa Soldati, lindera a los barrios de Nueva Pompeya y Flores de la Ciudad Autónoma de Buenos Aires. Sus casi 27 hectáreas en forma triangular la constituyen en uno de los centros deportivos más importantes de la zona sur de la Capital Federal. Cuenta con Amplias playas de estacionamiento, confitería, oficina de atención al socio, el local oficial de la tienda del club Cuervomanía, dos canchas de fútbol profesional sintéticas, cancha principal de fútbol juvenil, tres canchas de fútbol para entrenamiento juvenil, vestuarios, oficina administrativa, edificio de precalentamiento, pensión juvenil y confitería del sector, cancha auxiliar de fútbol de entrenamiento para el plantel profesional, canchas de Fútbol Recreativo, canchas de Fútbol 5 sintéticas, cancha de Fútbol 9 sintética, cancha de hockey sobre césped, cancha de Hockey sobre patines, dos canchas de balonmano, canchas de bolos, cancha de Rugby, gimnasio de musculación, gimnasio de boxeo, una capilla, zonas de vestuarios y utilerías de distintos deportes, playón descubierto para la práctica de balonmano, básquet y vóley, complejo natatorio con cinco piletas (dos de ellas cubiertas y climatizadas), zonas de acampada, arboledas, solárium, Juegos y quinchos. gimnasio cubierto General José de San Martín para distintas actividades deportivas. sector tenis con 10 canchas iluminadas, confitería y vestuarios del sector, gimnasio cubierto bajo la platea sur del estadio para distintas actividades deportivas y también se encuentra el Museo y Sala de Trofeos “Jacobo Urso”.           |
| * Casa del Vitalicio: Es la más joven de las sedes y está ubicada en la esquina de Inclán y Muñiz, frente a donde estaba enclavado el Gasómetro, en pleno corazón del barrio porteño de Boedo.La misma fue donada al Club Atlético San Lorenzo de Almagro en 2004 por el Círculo Orden y Progreso, fracción política azulgrana que tuvo sus épocas de esplendor en décadas anteriores y luego dejó de existir.Fue inaugurada oficialmente a fines de ese año, en oportunidad en la que se les hizo entrega de los carnés de Oro y Plata a todos los asociados vitalicios de la institución. Actualmente es el punto de reunión de muchos socios vitalicios. Se puede observar entre ellos, la recurrente presencia de algunas glorias del Club, asiduos habitués al lugar. Sus instalaciones de dos plantas (una baja y un primer piso) permiten albergar hoy en día a la Mutual de exjugadores de San Lorenzo de Almagro, que muestra sus vitrinas con todos sus recuerdos y la maqueta del viejo Gasómetro, que fuera construida por la diseñadora de interiores Fernanda Jiménez, La misma está hecha sobre los planos originales del Wembley porteño y tiene la misma cantidad de tablones y asientos y mantiene sus colores originales. Toda una verdadera obra de arte; Además, esta Casa del Vitalicio, es sede de la Subcomisión del Hincha “Domingo Vaccaro”, fundada en 2005, cuya función es colaborar con distintas acciones que alientan al crecimiento institucional social y deportivo del Club. Ejemplo de ello es el funcionamiento en el primer piso de la Biblioteca” Osvaldo Soriano”, donde además de contar con material de lectura, los chicos del barrio y socios reciben clases de apoyo escolar de manera gratuita. |
| * Casa de la Cultura SanLorencista: Esta propiedad fue la primera adquirida íntegramente gracias al aporte económico de socios e hinchas de San Lorenzo con el objetivo de retornar al barrio de Boedo. Luego de asados, venta de remeras y demás alternativas que dejaron en evidencia la gran solidaridad y compromiso de todo el pueblo cuervo, la Subcomisión del hincha la escrituró el 25 de febrero de 2009. |
| |
| * Jardín de Infantes: Brindan atención pedagógica a los niños y a las niñas en edades previas a la escolarización primaria. Próximamente habrá también escuela primaria y secundaria. |
| * Casa del Ajedrez: Con la presencia del Presidente de la Federación Argentina de Ajedrez Ramón Nicolás Ventura Barrera, quedó inaugurada la Casa del Ajedrez “Damián Reca”, ubicada en la calle José Mármol 1715, ante casi un centenar de socios este viejo anhelo de la Subcomisión del Hincha del Club Atlético San Lorenzo de Almagro quedó concretado. Aquí los sanlorencistas juegan y practican el Ajedrez. |
| * Centro Recreativo Amanda Bernardez: Futuro establecimiento donde los socios pueden realizar a cabo actividades deportivas y recreativas. |

## Datos y récords

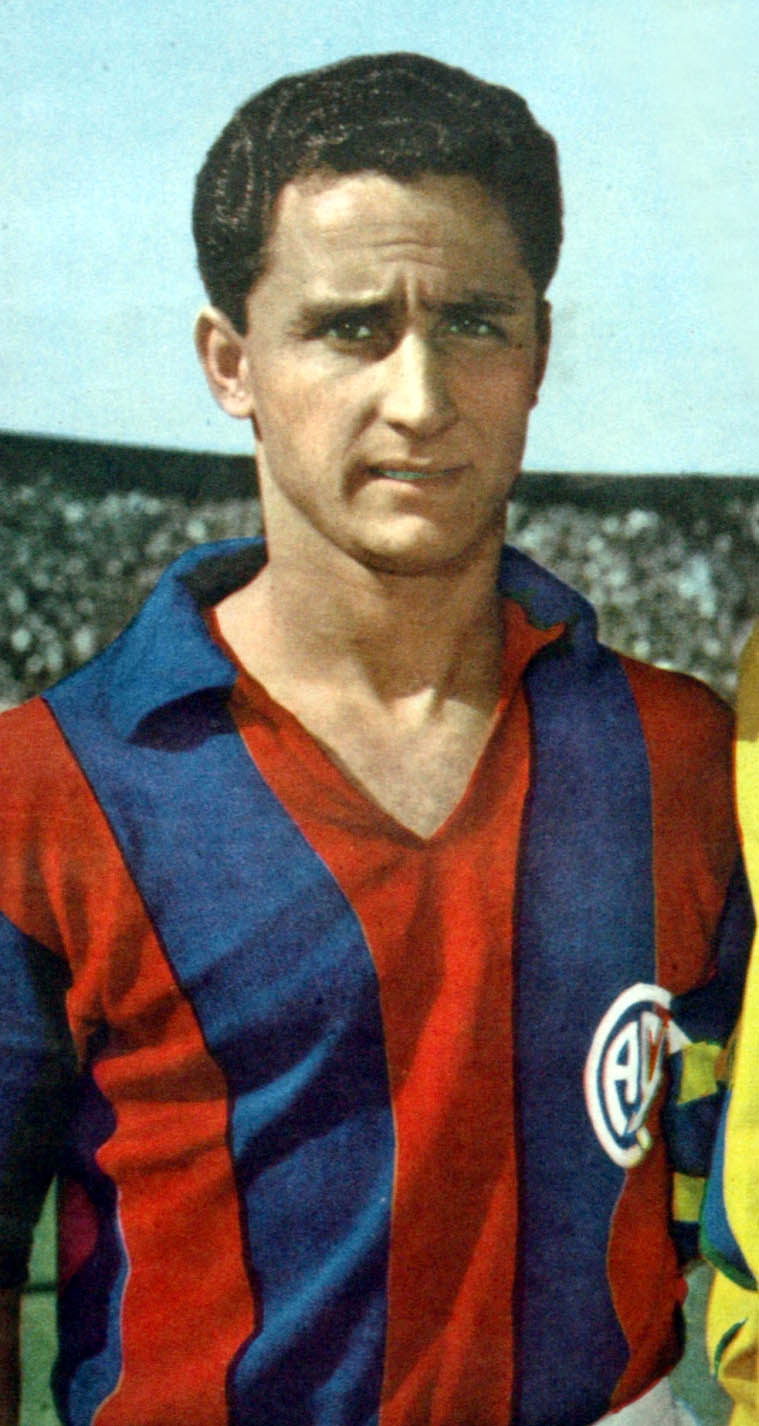
José Sanfilippo, máximo goleador de San Lorenzo.

- Temporadas en Primera División: 111 (1915-1981 y desde 1983)[32]
- Temporadas en segunda división: 1 (1982)
- Temporadas en tercera división: 1 (1914)
- Mayores goleadas conseguidas
- En Primera División

Amateurismo:
* 7-0 vs. Argentino de Banfield, en 1930
Profesionalismo:
* 8-1 vs. Gimnasia y Esgrima (LP), Campeonato 1957, fecha 12
* 8-1 vs. Estudiantes (LP), Campeonato 1960, fecha 20
* 7-0 vs. Lanús, Campeonato 1937, fecha 27
* 7-0 vs. Rosario Central, Campeonato 1946, fecha 18
* 7-0 vs. Atlanta, Campeonato 1947, fecha 25
- En Primera B:

* 4-0 vs. Atlanta, fecha 5 - 6/3/1982.
- En Torneos Internacionales:

* Por Copa Libertadores de América: 6-0 vs. Newell's Old Boys, 26/2/1992.
* Por Copa Sudamericana: 6-0 vs. Deportivo Italchacao, 20/8/2003.
- Mayores goleadas recibidas
- En Primera División

Amateurismo:
* 0-5 vs. Boca Juniors en 1915
* 0-5 vs. Sportivo Buenos Aires en 1922.
Profesionalismo:
* 1-9 vs. Independiente, en 1963.
- En Primera B:

* No tuvo.
- En torneos internacionales:

* 0-4 vs. Universidad Católica (Chile), Copa Libertadores de América 1992 13/3/1992;
* 0-4 vs. Newell's Old Boys, Copa Libertadores de América 1992 13/5/1992;
* 0-4 vs. Flamengo, Copa Libertadores de América 2017 8/3/2017.
- Mayor cantidad de victorias consecutivas: 13 (Clausura y Apertura 2001) (Récord del fútbol argentino).Héctor Scotta

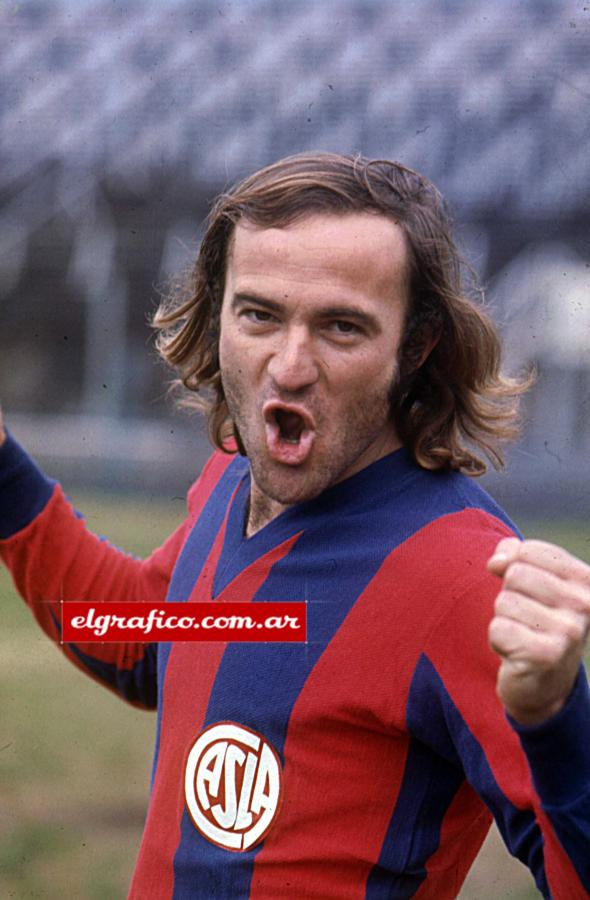
Héctor Scotta

- Mayor puntaje obtenido en torneos cortos: 47, producto de 15 triunfos, 2 empates y 2 derrotas (Récord del fútbol argentino).
- Campeón con menos cantidad de puntos obtenidos, desde que vale 3 puntos el partido ganado: 33, en el Inicial 2013.
- Mayor cantidad de partidos ganados en torneos cortos: 15, en 2001.
- Mejor porcentaje de puntos en todo el profesionalismo: 89,63 %, en el Nacional del 72 (Récord del fútbol argentino).
- Equipo argentino en jugar menos temporadas en Segunda división: 2 (1913 Amateurismo y 1982 Profesionalismo).
- Primer equipo argentino en salir dos veces campeón de manera invicta en el profesionalismo: Metropolitano del 68 y Nacional del 72.
- Primer bicampeón Anual del Fútbol Argentino: Torneos Metropolitano y Nacional de 1972.
- Primer campeón Invicto en el Fútbol Argentino: Metropolitano 1968.
- Equipo que más veces terminó invicto en la era profesional junto con Boca Juniors.
- Participó en las primeras ediciones de: Copa Libertadores (1960), Copa Mercosur (1998), Copa Sudamericana (2002) y Recopa Sudamericana (2003, reedición).
- Único equipo argentino en obtener: Copa Mercosur (2001).
- Primer equipo del continente en ganar: Copa Sudamericana (2002).
- Único equipo de América en obtener Copa Libertadores (2014), Copa Sudamericana (2002) y Copa Mercosur (2001).
- Tiene la mayor goleada en la historia de las finales de la Copa Sudamericana: 4 a 0 contra Atlético Nacional (2002).
- Junto con Vélez y Boca Juniors, comparte el récord de nunca haber terminado último.
- Puesto histórico de ventas de entradas: 3° (En el profesionalismo, desde 1931 hasta la actualidad).
- Es la institución que más veces fue primera en venta de entradas, después de Boca Juniors y River Plate. Esto sucedió en seis ocasiones: 1941, 1942, 1959, 1982 (pese a jugar en la segunda división), en el Metropolitano de 1983 y el Clausura 2007.
- Récord de asistencia a un partido en la Primera División de Argentina, más de 75.000 espectadores un partido disputado ante Tigre un 13/03/82 correspondiente a la en la segunda división.
- El Viejo Gasómetro, su anterior estadio, fue el primero en Argentina en tener iluminación propia posibilitando a este al ser el único en la época en jugar de noche.
- Mejor puesto en la liga: 1.º (Campeón).
- Peor puesto en la liga: 17.º(1981); 19.º.(Clausura 1992 e Clausura 1996); 23.º Superliga 2018-19
- Posición en la Tabla Histórica profesional: 3.º Clasificación histórica.

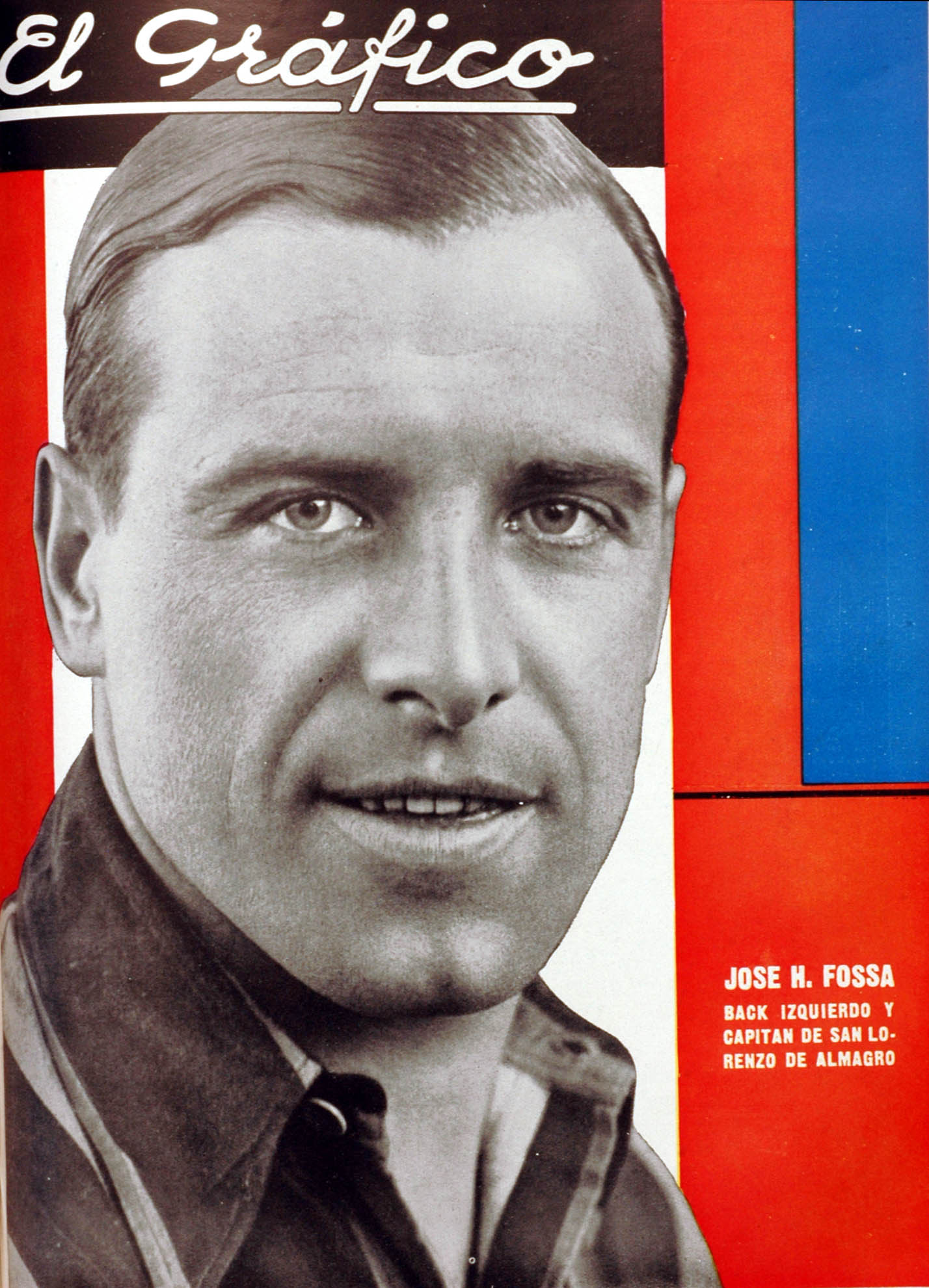
José Hipólito Fossa

- José Sanfilippo, jugando para San Lorenzo tiene el récord histórico del fútbol argentino en salir goleador en cuatro torneos anuales consecutivos:(1958, 1959, 1960, 1961).José Hipólito FossaHéctor Scotta, de San Lorenzo, es el mayor goleador de una sola temporada. En 1975, entre Metropolitano y Nacional anotó 60 goles.
- Desde 1975, Héctor Scotta, es el jugador que más goles convirtió en una temporada a nivel mundial.
- Máximo goleador: José Sanfilippo (1953-62 y 1972) 207 goles.
- Más partidos disputados: Sergio Villar (1968-81) 461 partidos.
- Más títulos ganados: José Hipólito Fossa con 7 (6 como jugador, 1 como técnico).
- Rankings mundiales
  - El club tuvo su mejor aparición en el ranking mundial de clubes de la IFFHS en el año 2001 al ganar el campeonato local y la Copa Mercosur, cuando quedó en el lugar número 13, superando a equipos como el Manchester United y al Milan.[36] Su otra mejor ubicación en dicho ranking fue en el año 2008 en el puesto número 15, superando a equipos como el Inter de Italia.[37]

Récords de jugadores

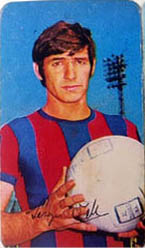
Sergio Bismark Villar

- Más partidos con San Lorenzo: en ambas eras.

| Posición | Nombre               | Periodo                                     | Partidos | Goles |
| -------- | -------------------- | ------------------------------------------- | -------- | ----- |
| 1        | Sergio Villar        | 1968-1981                                   | 446      | 6     |
| 2        | Roberto Telch        | 1962-1975                                   | 415      | 25    |
| 3        | Leandro Romagnoli    | 1998-2004 y 2009-2018                       | 389      | 36    |
| 4        | Ángel Zubieta        | 1939-1952                                   | 352      | 29    |
| 5        | José Fossa           | 1919-1934                                   | 325      | 29    |
| 6        | Alfredo Carricaberry | 1920-1930                                   | 330      | 111   |
| 7        | Alberto Acosta       | 1988-1990, 1991-1993, 1998-1999 y 2001-2004 | 276      | 123   |
| 8        | Arturo Arrieta       | 1927-1939                                   | 273      | 65    |
| 9        | Rodolfo Fischer      | 1965-1972 y 1977-1978                       | 272      | 141   |
| 10       | Diego García         | 1925-1940                                   | 264      | 166   |

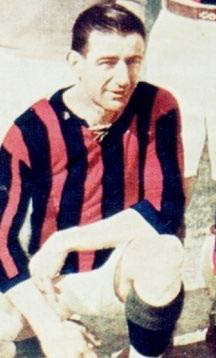
Alfredo Carricaberry

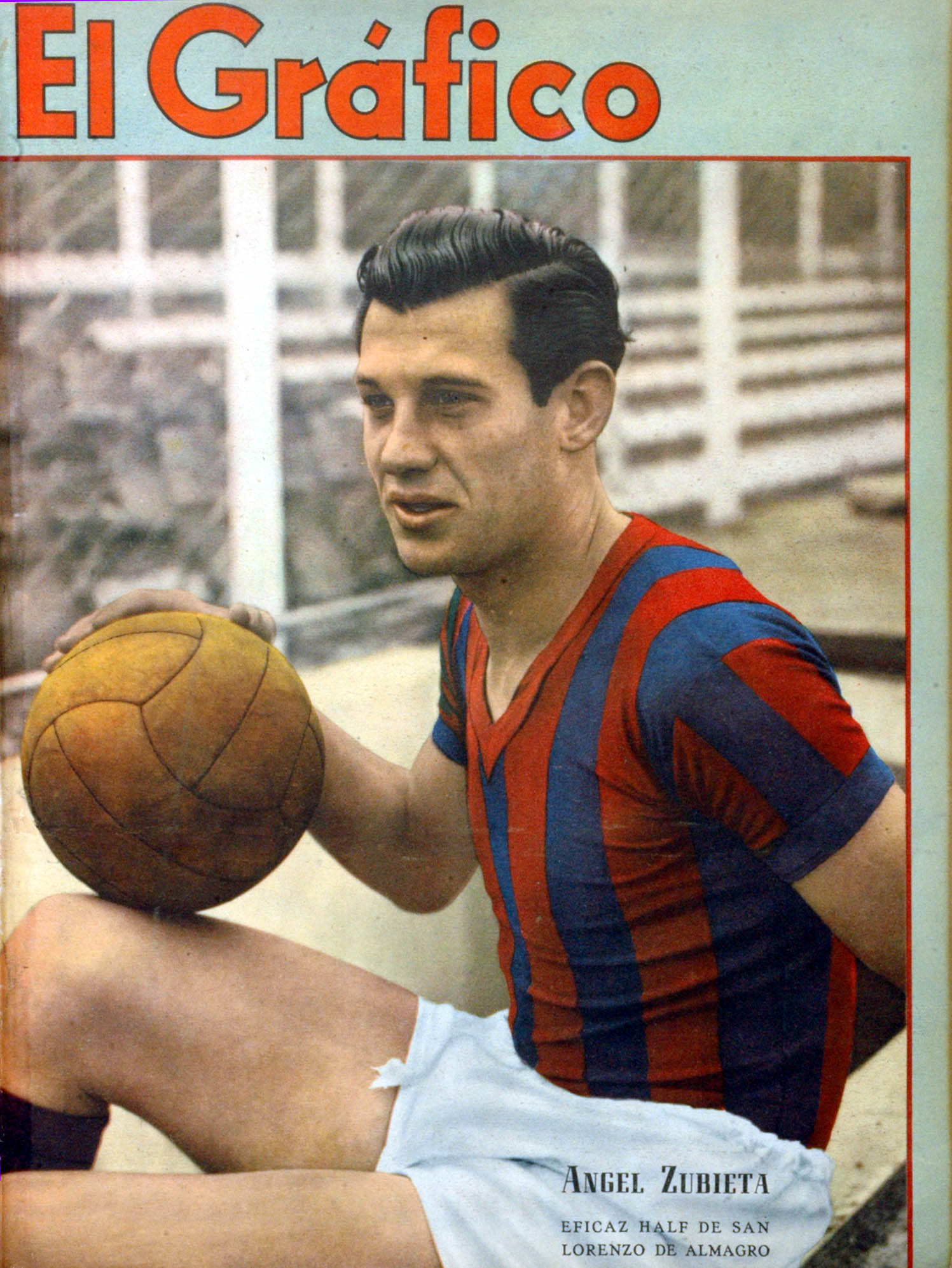
Ángel Zubieta

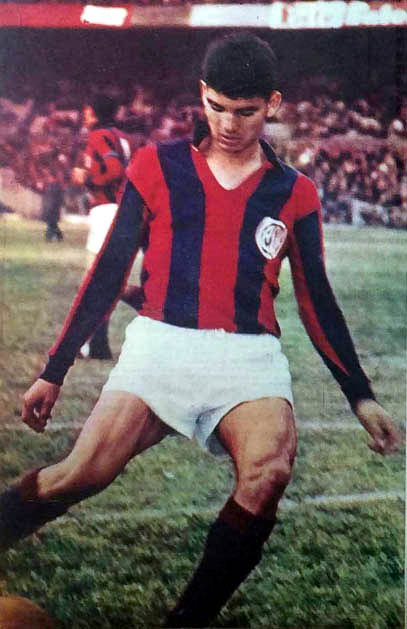
Roberto Telch

- Más goles con San Lorenzo:[38] en ambas eras.

| Posición | Nombre               | Periodo                                     | Partidos | Goles | Promedio |
| -------- | -------------------- | ------------------------------------------- | -------- | ----- | -------- |
| 1        | José Sanfilippo      | 1953-1963 y 1972                            | 262      | 204   | 0,79     |
| 2        | Diego García         | 1925-1940                                   | 264      | 166   | 0,53     |
| 3        | Rinaldo Martino      | 1941-1948                                   | 223      | 142   | 0,67     |
| 4        | Rodolfo Fischer      | 1965-1972 y 1977-1978                       | 272      | 141   | 0,52     |
| 5        | Héctor Scotta        | 1971-1981                                   | 226      | 140   | 0,62     |
| 6        | Alberto Acosta       | 1988-1990, 1991-1993, 1998-1999 y 2001-2004 | 276      | 123   | 0,57     |
| 7        | Isidro Lángara       | 1939-1942                                   | 121      | 110   | 0,86     |
| 8        | Alfredo Carricaberry | 1920-1930                                   | 330      | 111   | 0,32     |
| 9        | Bernardo Romeo       | 1998-2001 y 2007-2012                       | 191      | 99    | 0,55     |
| 10       | Claudio Biaggio      | 1994-1996                                   | 205      | 81    | 0,44     |

- Goleadores de Primera División y Copas Internacionales

Estos son los goleadores de Primera división y copas Internacionales:
Es el segundo club con más goleadores por torneo de la Primera División con (17) y se extienden a (18) si contabilizamos la primera división amateur.
El "Nene" Sanfilippo ostenta el récord del mayor número de veces consecutivas que un jugador se proclama goleador de un torneo (cuatro), además de ser el quinto goleador histórico del fútbol argentino.

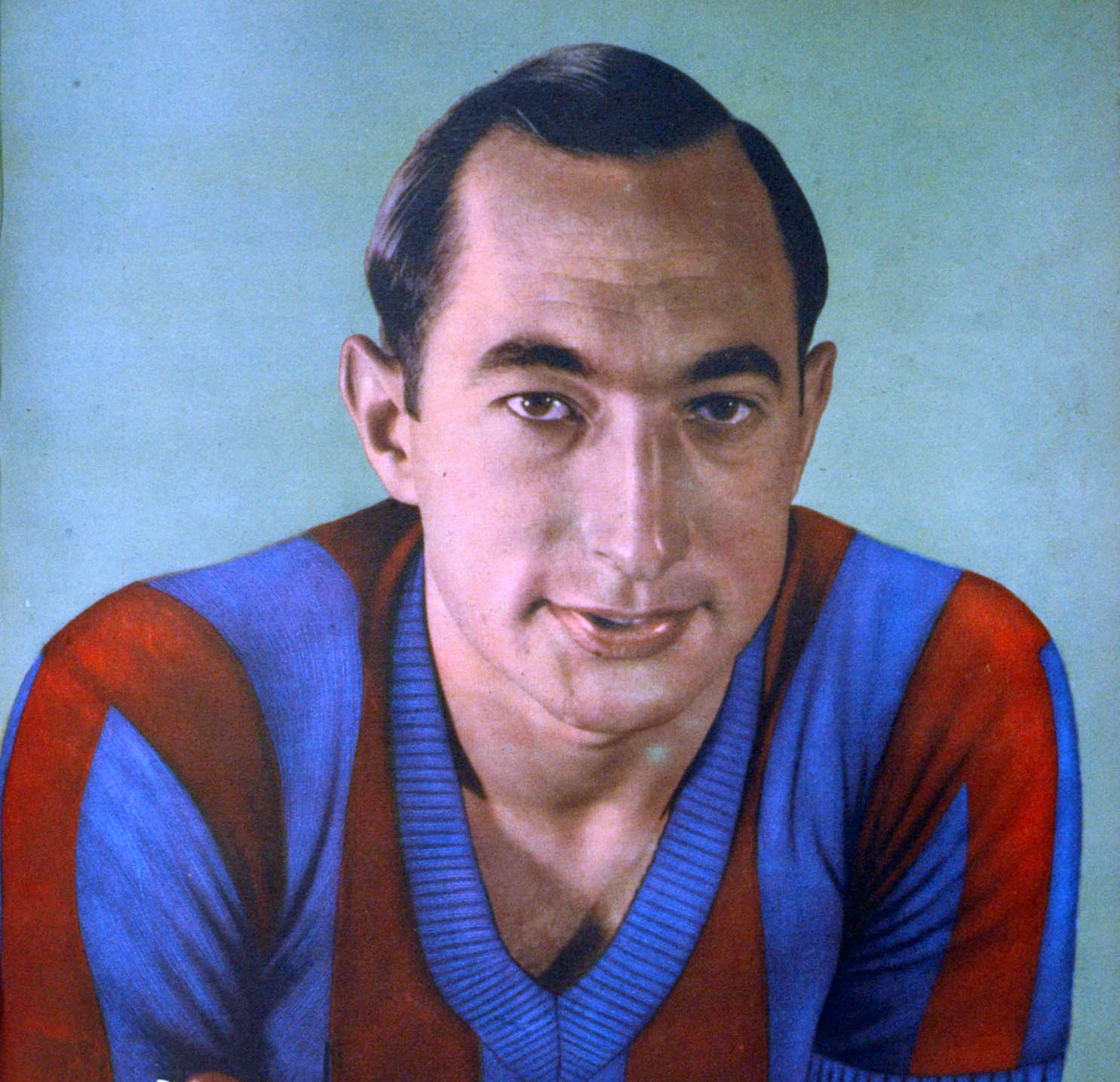
Isidro Lángara

Héctor Scotta es el mayor goleador de una sola temporada. En 1975, entre Metropolitano y Nacional anotó 60 goles y desde 1947 es el jugador que más goles convirtió en una temporada a nivel mundial.
| Nombre            | Campeonato               | Goles |
| ----------------- | ------------------------ | ----- |
| José Cortecce     | Primera División 1929    | 13    |
| Isidro Lángara    | Primera División 1940    | 35    |
| Rinaldo Martino   | Primera División 1942    | 25    |
| Mario Papa        | Primera División 1950    | 24    |
| Juan Benavidez    | Primera División 1953    | 22    |
| Ángel Berni       | Primera División 1954    | 19    |
| José Sanfilippo   | Primera División 1958    | 28    |
| José Sanfilippo   | Primera División 1959    | 31    |
| José Sanfilippo   | Primera División 1960    | 34    |
| José Sanfilippo   | Primera División 1961    | 26    |
| Héctor Veira      | Primera División 1964    | 17    |
| Rodolfo Fischer   | Metropolitano 1968       | 13    |
| Rodolfo Fischer   | Nacional 1972            | 14    |
| Héctor Scotta     | Metropolitano 1975       | 32    |
| Héctor Scotta     | Nacional 1975            | 28    |
| Néstor Gorosito   | Primera División 1988/89 | 20    |
| Alberto Acosta    | Apertura 1992            | 12    |
| Bernardo Romeo    | Clausura 2001            | 15    |
| Bernardo Romeo    | Copa Mercosur 2001       | 10    |
| Rodrigo Astudillo | Copa Sudamericana 2002   | 4     |

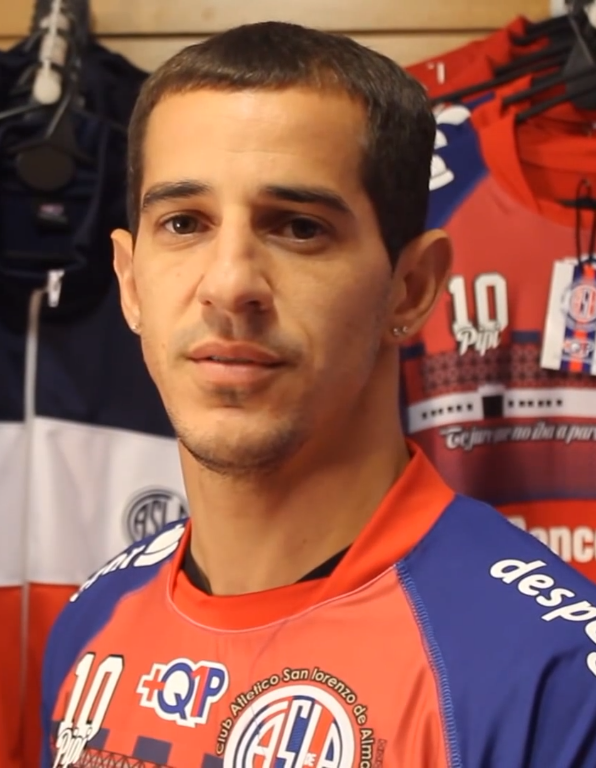
Leandro Atilio Romagnoli

- Leandro Atilio RomagnoliMás títulos con San Lorenzo: en ambas eras

| Posición | Jugador                  | Títulos |
| -------- | ------------------------ | ------- |
| 1        | Leandro Romagnoli        | 6       |
| 1        | José Fossa               | 6       |
| 2        | Alfredo Carricaberry     | 5       |
| 2        | Juan Maglio              | 5       |
| 3        | Luis Monti               | 4       |
| 3        | Enrique Monti            | 4       |
| 3        | Pedro Omar               | 4       |
| 3        | Lindolfo Acosta          | 4       |
| 3        | Antonio García Ameijenda | 4       |
| 3        | Agustín Irusta           | 4       |
| 3        | Victorio Cocco           | 4       |
| 3        | Roberto Telch            | 4       |
| 3        | Sergio Villar            | 4       |

## Datos del club
San Lorenzo cuenta con veintidós títulos oficiales (contando amateurismo ya que la AFA No solo cuenta el ámbito profesional), es el quinto equipo más ganador de la historia. Obtuvo quince títulos de Primera División, dos copas nacionales y cinco títulos internacionales (3 Conmebol y 2 AFA/AUF).
| \| Campeonatos nacionales \| Detalle \| Notas \| \| Campeonatos nacionales \| Campeonato local \| Notas \| \| --------------------------- \| ---------------- \| ----------------------------------------------- \| \| Campeonato 1931 \| 2.º \| \| \| Campeonato 1932 \| 5.º \| \| \| Campeonato 1933 \| Campeón \| Primer título profesional. \| \| Campeonato 1934 \| 3.º \| \| \| Campeonato 1935 \| 3.º \| \| \| Copa de Honor 1936 \| Campeón \| Segundo título profesional. \| \| Copa Campeonato 1936 \| 2.º \| \| \| Copa de Oro 1936 \| 2.º \| \| \| Campeonato 1937 \| 6.º \| \| \| Campeonato 1938 \| 3.º \| \| \| Campeonato 1939 \| 5.º \| \| \| Campeonato 1940 \| 9.º \| \| \| Campeonato 1941 \| 2.º \| \| \| Campeonato 1942 \| 2.º \| \| \| Campeonato 1943 \| 3.º \| \| \| Campeonato 1944 \| 4.º \| \| \| Campeonato 1945 \| 4.º \| \| \| Campeonato 1946 \| Campeón \| \| \| Campeonato 1947 \| 5.º \| \| \| Campeonato 1948 \| 6.º \| \| \| Campeonato 1949 \| 4.º \| \| \| Campeonato 1950 \| 5.º \| \| \| Campeonato 1951 \| 7.º \| \| \| Campeonato 1952 \| 8.º \| \| \| Campeonato 1953 \| 5.º \| \| \| Campeonato 1954 \| 7.º \| \| \| Campeonato 1955 \| 8.º \| \| \| Campeonato 1956 \| 8.º \| \| \| Campeonato 1957 \| 2.º \| \| \| Campeonato 1958 \| 3.º \| \| \| Campeonato 1959 \| Campeón \| \| \| Campeonato 1960 \| 6.º \| \| \| Campeonato 1961 \| 2.º \| \| \| Campeonato 1962 \| 11.º \| \| \| Campeonato 1963 \| 8.º \| \| \| Campeonato 1964 \| 4.º \| \| \| Campeonato 1965 \| 8.º \| \| \| Campeonato 1966 \| 4.º \| \| \| Metropolitano 1967 \| Fase de grupos \| \| \| Nacional 1967 \| 6.º \| \| \| Metropolitano 1968 \| Campeón \| \| \| Nacional 1968 \| 7.º \| \| \| Metropolitano 1969 \| Fase de grupos \| \| \| Nacional 1969 \| 3.º \| \| \| Metropolitano 1970 \| 3.º \| \| \| Nacional 1970 \| Fase de grupos \| \| \| Metropolitano 1971 \| 5.º \| \| \| Nacional 1971 \| 2.º \| \| \| Metropolitano 1972 \| Campeón \| \| \| Nacional 1972 \| Campeón \| Primer bicampeonato. \| \| Metropolitano 1973 \| 3.º \| \| \| Nacional 1973 \| 4.º \| \| \| Metropolitano 1974 \| Fase de grupos \| \| \| Nacional 1974 \| Campeón \| \| \| Metropolitano 1975 \| 11.º \| \| \| Nacional 1975 \| 3.º \| \| \| Metropolitano 1976 \| 12.º \| \| \| Nacional 1976 \| Fase de grupos \| \| \| Metropolitano 1977 \| 14.º \| \| \| Nacional 1977 \| Fase de grupos \| \| \| Metropolitano 1978 \| 4.º \| \| \| Nacional 1978 \| Fase de grupos \| \| \| Metropolitano 1979 \| Fase de grupos \| \| \| Nacional 1979 \| Fase de grupos \| \| \| Metropolitano 1980 \| 16.º \| \| \| Nacional 1980 \| Fase de grupos \| \| \| Metropolitano 1981 \| 17.º \| \| \| Nacional 1981 \| Fase de grupos \| \| \| Primera B 1982 \| Campeón \| \| \| Nacional 1983 \| Segunda fase \| \| \| Metropolitano 1983 \| 2.º \| \| \| Nacional 1984 \| Semifinales \| \| \| Metropolitano 1984 \| 8.º \| \| \| Nacional 1985 \| Octavos de final \| \| \| Campeonato 1985/86 \| 7.º \| \| \| Campeonato 1986/87 \| 7.º \| \| \| Campeonato 1987/88 \| 2.º \| \| \| Campeonato 1988/89 \| 5.º \| \| \| Campeonato 1989/90 \| 15.º \| \| \| Campeonato 1990/91 \| 5.º \| \| \| Torneos Apertura y Clausura \| \| \| \| Apertura 1991 \| 3.º \| \| \| Clausura 1992 \| 19.º \| \| \| Apertura 1992 \| 3.º \| \| \| Clausura 1993 \| 4.º \| \| \| Apertura 1993 \| 8.º \| \| \| Clausura 1994 \| 4.º \| \| \| Apertura 1994 \| 2.º \| \| \| Clausura 1995 \| Campeón \| \| \| Apertura 1995 \| 5.º \| \| \| Clausura 1996 \| 19.º \| \| \| Apertura 1996 \| 7.º \| \| \| Clausura 1997 \| 6.º \| \| \| Apertura 1997 \| 5.º \| \| \| Clausura 1998 \| 5.º \| \| \| Apertura 1998 \| 6.º \| \| \| Clausura 1999 \| 3.º \| \| \| Apertura 1999 \| 4.º \| \| \| Clausura 2000 \| 4.º \| \| \| Apertura 2000 \| 5.º \| \| \| Clausura 2001 \| Campeón \| \| \| Apertura 2001 \| 5.º \| \| \| Clausura 2002 \| 11.º \| \| \| Apertura 2002 \| 9.º \| \| \| Clausura 2003 \| 7.º \| \| \| Apertura 2003 \| 2.º \| \| \| Clausura 2004 \| 9.º \| \| \| Apertura 2004 \| 5.º \| \| \| Clausura 2005 \| 16.º \| \| \| Apertura 2005 \| 9.º \| \| \| Clausura 2006 \| 8.º \| \| \| Apertura 2006 \| 9.º \| \| \| Clausura 2007 \| Campeón \| \| \| Apertura 2007 \| 8.º \| \| \| Clausura 2008 \| 4.º \| \| \| Apertura 2008 \| 3.º \| \| \| Clausura 2009 \| 11° \| \| \| Apertura 2009 \| 7° \| \| \| Clausura 2010 \| 15° \| \| \| Apertura 2010 \| 14.º \| \| \| Clausura 2011 \| 14° \| \| \| Apertura 2011 \| 17° \| \| \| Clausura 2012 \| 12° \| \| \| Torneos Inicial y Final \| \| \| \| Inicial 2012 \| 11° \| \| \| Final 2013 \| 4° \| \| \| Inicial 2013 \| Campeón \| Campeón con menos cantidad de puntos obtenidos. \| \| Final 2014 \| 11° \| \| \| Transición 2014 \| 8° \| \| \| Campeonato 2015 \| 2.º \| \| \| Campeonato 2016 \| 2.º \| \| \| Campeonato 2016/17 \| 7° \| \| \| Superliga 2017/18 \| 3.º \| \| \| Superliga 2018/19 \| 23° \| \| \| Superliga 2019/20 \| 8° \| \| \| Liga Profesional 2021 \| 21.º \| \| \| Liga Profesional 2022 \| 6.º \| \| \| Liga Profesional 2023 \| 3.º \| \| \| Liga Profesional 2024 \| 23.º \| \| \| Torneos Apertura y Clausura \| \| \| \| Torneo Apertura 2025 \| Semifinales \| \| |                  |                                                 |
| Campeonatos nacionales | Detalle          | Notas                                           |
| Campeonatos nacionales | Campeonato local | Notas                                           |
| Campeonato 1931 | 2.º              |                                                 |
| Campeonato 1932 | 5.º              |                                                 |
| Campeonato 1933 | Campeón          | Primer título profesional.                      |
| Campeonato 1934 | 3.º              |                                                 |
| Campeonato 1935 | 3.º              |                                                 |
| Copa de Honor 1936 | Campeón          | Segundo título profesional.                     |
| Copa Campeonato 1936 | 2.º              |                                                 |
| Copa de Oro 1936 | 2.º              |                                                 |
| Campeonato 1937 | 6.º              |                                                 |
| Campeonato 1938 | 3.º              |                                                 |
| Campeonato 1939 | 5.º              |                                                 |
| Campeonato 1940 | 9.º              |                                                 |
| Campeonato 1941 | 2.º              |                                                 |
| Campeonato 1942 | 2.º              |                                                 |
| Campeonato 1943 | 3.º              |                                                 |
| Campeonato 1944 | 4.º              |                                                 |
| Campeonato 1945 | 4.º              |                                                 |
| Campeonato 1946 | Campeón          |                                                 |
| Campeonato 1947 | 5.º              |                                                 |
| Campeonato 1948 | 6.º              |                                                 |
| Campeonato 1949 | 4.º              |                                                 |
| Campeonato 1950 | 5.º              |                                                 |
| Campeonato 1951 | 7.º              |                                                 |
| Campeonato 1952 | 8.º              |                                                 |
| Campeonato 1953 | 5.º              |                                                 |
| Campeonato 1954 | 7.º              |                                                 |
| Campeonato 1955 | 8.º              |                                                 |
| Campeonato 1956 | 8.º              |                                                 |
| Campeonato 1957 | 2.º              |                                                 |
| Campeonato 1958 | 3.º              |                                                 |
| Campeonato 1959 | Campeón          |                                                 |
| Campeonato 1960 | 6.º              |                                                 |
| Campeonato 1961 | 2.º              |                                                 |
| Campeonato 1962 | 11.º             |                                                 |
| Campeonato 1963 | 8.º              |                                                 |
| Campeonato 1964 | 4.º              |                                                 |
| Campeonato 1965 | 8.º              |                                                 |
| Campeonato 1966 | 4.º              |                                                 |
| Metropolitano 1967 | Fase de grupos   |                                                 |
| Nacional 1967 | 6.º              |                                                 |
| Metropolitano 1968 | Campeón          |                                                 |
| Nacional 1968 | 7.º              |                                                 |
| Metropolitano 1969 | Fase de grupos   |                                                 |
| Nacional 1969 | 3.º              |                                                 |
| Metropolitano 1970 | 3.º              |                                                 |
| Nacional 1970 | Fase de grupos   |                                                 |
| Metropolitano 1971 | 5.º              |                                                 |
| Nacional 1971 | 2.º              |                                                 |
| Metropolitano 1972 | Campeón          |                                                 |
| Nacional 1972 | Campeón          | Primer bicampeonato.                            |
| Metropolitano 1973 | 3.º              |                                                 |
| Nacional 1973 | 4.º              |                                                 |
| Metropolitano 1974 | Fase de grupos   |                                                 |
| Nacional 1974 | Campeón          |                                                 |
| Metropolitano 1975 | 11.º             |                                                 |
| Nacional 1975 | 3.º              |                                                 |
| Metropolitano 1976 | 12.º             |                                                 |
| Nacional 1976 | Fase de grupos   |                                                 |
| Metropolitano 1977 | 14.º             |                                                 |
| Nacional 1977 | Fase de grupos   |                                                 |
| Metropolitano 1978 | 4.º              |                                                 |
| Nacional 1978 | Fase de grupos   |                                                 |
| Metropolitano 1979 | Fase de grupos   |                                                 |
| Nacional 1979 | Fase de grupos   |                                                 |
| Metropolitano 1980 | 16.º             |                                                 |
| Nacional 1980 | Fase de grupos   |                                                 |
| Metropolitano 1981 | 17.º             |                                                 |
| Nacional 1981 | Fase de grupos   |                                                 |
| Primera B 1982 | Campeón          |                                                 |
| Nacional 1983 | Segunda fase     |                                                 |
| Metropolitano 1983 | 2.º              |                                                 |
| Nacional 1984 | Semifinales      |                                                 |
| Metropolitano 1984 | 8.º              |                                                 |
| Nacional 1985 | Octavos de final |                                                 |
| Campeonato 1985/86 | 7.º              |                                                 |
| Campeonato 1986/87 | 7.º              |                                                 |
| Campeonato 1987/88 | 2.º              |                                                 |
| Campeonato 1988/89 | 5.º              |                                                 |
| Campeonato 1989/90 | 15.º             |                                                 |
| Campeonato 1990/91 | 5.º              |                                                 |
| Torneos Apertura y Clausura |                  |                                                 |
| Apertura 1991 | 3.º              |                                                 |
| Clausura 1992 | 19.º             |                                                 |
| Apertura 1992 | 3.º              |                                                 |
| Clausura 1993 | 4.º              |                                                 |
| Apertura 1993 | 8.º              |                                                 |
| Clausura 1994 | 4.º              |                                                 |
| Apertura 1994 | 2.º              |                                                 |
| Clausura 1995 | Campeón          |                                                 |
| Apertura 1995 | 5.º              |                                                 |
| Clausura 1996 | 19.º             |                                                 |
| Apertura 1996 | 7.º              |                                                 |
| Clausura 1997 | 6.º              |                                                 |
| Apertura 1997 | 5.º              |                                                 |
| Clausura 1998 | 5.º              |                                                 |
| Apertura 1998 | 6.º              |                                                 |
| Clausura 1999 | 3.º              |                                                 |
| Apertura 1999 | 4.º              |                                                 |
| Clausura 2000 | 4.º              |                                                 |
| Apertura 2000 | 5.º              |                                                 |
| Clausura 2001 | Campeón          |                                                 |
| Apertura 2001 | 5.º              |                                                 |
| Clausura 2002 | 11.º             |                                                 |
| Apertura 2002 | 9.º              |                                                 |
| Clausura 2003 | 7.º              |                                                 |
| Apertura 2003 | 2.º              |                                                 |
| Clausura 2004 | 9.º              |                                                 |
| Apertura 2004 | 5.º              |                                                 |
| Clausura 2005 | 16.º             |                                                 |
| Apertura 2005 | 9.º              |                                                 |
| Clausura 2006 | 8.º              |                                                 |
| Apertura 2006 | 9.º              |                                                 |
| Clausura 2007 | Campeón          |                                                 |
| Apertura 2007 | 8.º              |                                                 |
| Clausura 2008 | 4.º              |                                                 |
| Apertura 2008 | 3.º              |                                                 |
| Clausura 2009 | 11°              |                                                 |
| Apertura 2009 | 7°               |                                                 |
| Clausura 2010 | 15°              |                                                 |
| Apertura 2010 | 14.º             |                                                 |
| Clausura 2011 | 14°              |                                                 |
| Apertura 2011 | 17°              |                                                 |
| Clausura 2012 | 12°              |                                                 |
| Torneos Inicial y Final |                  |                                                 |
| Inicial 2012 | 11°              |                                                 |
| Final 2013 | 4°               |                                                 |
| Inicial 2013 | Campeón          | Campeón con menos cantidad de puntos obtenidos. |
| Final 2014 | 11°              |                                                 |
| Transición 2014 | 8°               |                                                 |
| Campeonato 2015 | 2.º              |                                                 |
| Campeonato 2016 | 2.º              |                                                 |
| Campeonato 2016/17 | 7°               |                                                 |
| Superliga 2017/18 | 3.º              |                                                 |
| Superliga 2018/19 | 23°              |                                                 |
| Superliga 2019/20 | 8°               |                                                 |
| Liga Profesional 2021 | 21.º             |                                                 |
| Liga Profesional 2022 | 6.º              |                                                 |
| Liga Profesional 2023 | 3.º              |                                                 |
| Liga Profesional 2024 | 23.º             |                                                 |
| Torneos Apertura y Clausura |                  |                                                 |
| Torneo Apertura 2025 | Semifinales      |                                                 |

     Campeón.
    Subcampeón.
    Tercer lugar.
     Ascenso.
     Descenso.

### Resumen estadístico Copas Nacionales
- Participaciones en copas nacionales: 48

- Actualizado al 23 de enero de 2025.

| Copa Argentina 1969    | Cuartos de final         | 6  | 5  | 0  | 1  | 13 | 2  | Narciso Doval: 4                                                      |
| Copa Argentina 1970    | Finalista (*)            | 9  | 4  | 4  | 1  | 17 | 9  | Rubén Ayala: 5                                                        |
| Copa Argentina 2011-12 | Cuartos de final         | 4  | 1  | 2  | 1  | 4  | 5  | Bernardo Romeo, Cristian Chávez, Salvador Reynoso y Nelson Benítez: 1 |
| Copa Argentina 2012-13 | Subcampeón               | 5  | 2  | 2  | 1  | 6  | 4  | Ignacio Piatti: 4                                                     |
| Copa Argentina 2013-14 | Octavos de final         | 2  | 1  | 0  | 1  | 3  | 2  | Martín Cauteruccio: 2                                                 |
| Copa Argentina 2014-15 | Cuartos de final         | 4  | 3  | 0  | 1  | 7  | 3  | Martín Cauteruccio: 4                                                 |
| Copa Argentina 2015-16 | Cuartos de final         | 4  | 3  | 1  | 0  | 11 | 5  | Nicolás Blandi: 3                                                     |
| Copa Argentina 2016-17 | Dieciseisavos de final   | 2  | 0  | 1  | 1  | 1  | 2  | Nicolás Reniero: 1                                                    |
| Copa Argentina 2017-18 | Cuartos de final         | 4  | 2  | 2  | 0  | 7  | 4  | Nicolás Reniero: 3                                                    |
| Copa Argentina 2018-19 | Treintaidosavos de final | 1  | 0  | 0  | 1  | 0  | 2  | -                                                                     |
| Copa Argentina 2019-20 | Dieciseisavos de final   | 2  | 1  | 0  | 1  | 3  | 2  | Óscar Romero: 2                                                       |
| Copa Argentina 2022    | Treintaidosavos de final | 1  | 0  | 1  | 0  | 1  | 1  | Ezequiel Cerutti: 1                                                   |
| Copa Argentina 2023    | Semifinales              | 5  | 3  | 1  | 1  | 5  | 1  | Nicolás Blandi, Federico Girotti: 2                                   |
| Copa Argentina 2024    | Octavos de final         | 3  | 2  | 0  | 1  | 4  | 3  | Iván Leguizamón: 2                                                    |
| Total                  |                          | 52 | 27 | 14 | 11 | 82 | 45 | Martín Cauteruccio: 8                                                 |

| Copa de la Liga Profesional 2020 | 5.º Zona Campeonato | 11 | 4  | 4  | 3  | 15 | 12 | Ángel Romero: 4                         |
| Copa de la Liga Profesional 2021 | 5° Zona A           | 13 | 6  | 3  | 4  | 16 | 16 | Franco Di Santo: 4                      |
| Copa de la Liga Profesional 2022 | 10° Zona A          | 14 | 3  | 6  | 5  | 15 | 17 | Federico Gattoni y Agustín Martegani: 3 |
| Copa de la Liga Profesional 2023 | 8° Zona B           | 14 | 3  | 9  | 2  | 11 | 11 | Adam Bareiro 7                          |
| Copa de la Liga Profesional 2024 | 10° Zona B          | 14 | 3  | 7  | 4  | 10 | 14 | Adam Bareiro 6                          |
| Total                            |                     | 66 | 19 | 29 | 18 | 67 | 70 | Adam Bareiro: 14                        |

| Copa de la Superliga 2019 | Octavos de final | 4 | 0 | 3 | 1 | 1 | 2 | Marcelo Herrera: 1 |
| Copa de la Superliga 2020 | * Cancelada      | 1 | 1 | 0 | 0 | 3 | 1 | Óscar Romero: 2    |
| Total                     |                  | 5 | 1 | 3 | 1 | 4 | 3 | Óscar Romero: 2    |

| Supercopa Argentina 2015/16 | Campeón | 1 | 1 | 0 | 0 | 4 | 0 | Pablo Barrientos: 2 |
| Total                       |         | 1 | 1 | 0 | 0 | 4 | 2 | Pablo Barrientos: 2 |

| Copa de Competencia Británica 1944 | Cuartos de final |
| Copa de Competencia Británica 1945 | Primera Fase     |
| Copa de Competencia Británica 1946 | Subcampeón       |

| Copa Adrián C. Escobar 1939 | Subcampeón       |
| Copa Adrián C. Escobar 1941 | Semifinales      |
| Copa Adrián C. Escobar 1942 | Semifinales      |
| Copa Adrián C. Escobar 1943 | Cuartos de final |
| Copa Adrián C. Escobar 1944 | Subcampeón       |
| Copa Adrián C. Escobar 1949 | Cuartos de final |

| Copa de la República 1943 | Campeón |

| Copa de Competencia 1932 | Semifinales |
| Copa de Competencia 1933 | Subcampeón  |

- * El torneo no finalizó y se declaró desierto.

| Era Profesional                      |     |    |    |    |     |     |                     |
| Copa Argentina                       | 52  | 27 | 14 | 11 | 82  | 45  | Subcampeón          |
| Supercopa Argentina                  | 1   | 1  | 0  | 0  | 4   | 0   | Campeón             |
| Copa de la Liga                      | 66  | 19 | 29 | 18 | 67  | 70  | 5.º Zona Campeonato |
| Copa de la Superliga                 | 5   | 1  | 3  | 1  | 4   | 3   | Octavos de final    |
| Copa Campeonato                      | 1   | 0  | 0  | 1  | 0   | 1   | Subcampeón          |
| Copa de Competencia                  | 8   | 5  | 0  | 3  | 16  | 16  | Subcampeón          |
| Copa Beccar Varela                   | 10  | 4  | 1  | 5  | 18  | 22  | Octavos de final    |
| Copa de la República                 | 6   | 5  | 1  | 0  | 23  | 10  | Campeón             |
| Copa de Competencia Británica        | 8   | 5  | 0  | 3  | 23  | 14  | Subcampeón          |
| Copa Adrián C. Escobar               | 13  | 6  | 2  | 5  | 15  | 9   | Subcampeón          |
| Copa Suecia                          | 14  | 4  | 5  | 5  | 23  | 27  | Fase de grupos      |
| Copa Centenario                      | 6   | 2  | 2  | 2  | 6   | 5   | 4°                  |
| Subtotal era profesional             | 190 | 79 | 52 | 52 | 283 | 219 | 2 títulos           |
| Era amateur                          |     |    |    |    |     |     |                     |
| Copa de Honor                        | 7   | 2  | 1  | 3  | 5   | 11  | Cuartos de final    |
| Copa de Competencia Jockey Club      | 10  | 3  | 2  | 5  | 10  | 16  | Cuartos de final    |
| Copa Competencia Asociación Amateurs | 21  | 12 | 2  | 7  | 31  | 21  | Semifinales         |
| Subtotal era amateur                 | 38  | 17 | 5  | 15 | 46  | 48  | 0 títulos           |
| Total                                | 228 | 96 | 57 | 67 | 329 | 267 | 2 títulos           |

- Nota: En negrita las competiciones actuales.

### Resumen estadístico competiciones internacionales
- Participaciones en torneos internacionales: 40

| Copa Mundial de Clubes | Copa Mundial de Clubes | Copa Mundial de Clubes | Copa Mundial de Clubes | Copa Mundial de Clubes | Copa Mundial de Clubes | Copa Mundial de Clubes | Copa Mundial de Clubes | Copa Mundial de Clubes            | Copa Mundial de Clubes |
| Año                    | Desempeño              | PJ                     | PG                     | PE                     | PP                     | GF                     | GC                     | Goleador(es)                      |                        |
| ---------------------- | ---------------------- | ---------------------- | ---------------------- | ---------------------- | ---------------------- | ---------------------- | ---------------------- | --------------------------------- | ---------------------- |
| Mundial de Clubes 2014 | Subcampeón             | 2                      | 1                      | 0                      | 1                      | 2                      | 3                      | Pablo Barrientos y Mauro Matos: 1 |                        |

| Copa Libertadores      | Copa Libertadores | Copa Libertadores | Copa Libertadores | Copa Libertadores | Copa Libertadores | Copa Libertadores | Copa Libertadores | Copa Libertadores                                  | Copa Libertadores |
| Año                    | Desempeño         | PJ                | PG                | PE                | PP                | GF                | GC                | Goleador(es)                                       |                   |
| ---------------------- | ----------------- | ----------------- | ----------------- | ----------------- | ----------------- | ----------------- | ----------------- | -------------------------------------------------- | ----------------- |
| Copa Libertadores 1960 | Semifinales       | 5                 | 1                 | 2                 | 2                 | 7                 | 6                 | José Sanfilippo: 4                                 |                   |
| Copa Libertadores 1973 | Semifinales       | 10                | 6                 | 2                 | 2                 | 19                | 4                 | Rubén Ayala: 6                                     |                   |
| Copa Libertadores 1988 | Semifinales       | 13                | 5                 | 4                 | 4                 | 10                | 9                 | Norberto Ortega Sánchez y Víctor Ferreyra : 3      |                   |
| Copa Libertadores 1992 | Cuartos de final  | 12                | 5                 | 2                 | 5                 | 16                | 15                | Alberto Federico Acosta : 5                        |                   |
| Copa Libertadores 1996 | Cuartos de final  | 10                | 4                 | 5                 | 1                 | 25                | 11                | Claudio Biaggio: 7                                 |                   |
| Copa Libertadores 2000 | Fase de grupos    | 6                 | 2                 | 2                 | 2                 | 10                | 9                 | Lucas Pusineri y Ariel López: 2                    |                   |
| Copa Libertadores 2001 | Fase de grupos    | 6                 | 2                 | 1                 | 3                 | 9                 | 10                | Sebastián Abreu: 3                                 |                   |
| Copa Libertadores 2002 | Fase de grupos    | 6                 | 2                 | 0                 | 4                 | 6                 | 8                 | Alberto Federico Acosta : 2                        |                   |
| Copa Libertadores 2005 | Fase de grupos    | 6                 | 0                 | 3                 | 3                 | 1                 | 5                 | Walter García: 1                                   |                   |
| Copa Libertadores 2008 | Cuartos de final  | 10                | 4                 | 4                 | 2                 | 14                | 12                | Gonzalo Bergessio: 4                               |                   |
| Copa Libertadores 2009 | Fase de grupos    | 6                 | 2                 | 0                 | 4                 | 6                 | 7                 | Andrés Silvera: 2                                  |                   |
| Copa Libertadores 2014 | Campeón           | 14                | 6                 | 4                 | 4                 | 16                | 9                 | Ignacio Piatti y Mauro Matos: 3                    |                   |
| Copa Libertadores 2015 | Fase de grupos    | 6                 | 2                 | 1                 | 3                 | 3                 | 4                 | Mauro Matos, Mauro Cetto y Martín Cauteruccio: 1   |                   |
| Copa Libertadores 2016 | Fase de grupos    | 6                 | 0                 | 4                 | 2                 | 5                 | 8                 | Néstor Ortigoza: 2                                 |                   |
| Copa Libertadores 2017 | Cuartos de final  | 10                | 5                 | 1                 | 4                 | 11                | 11                | Nicolás Blandi: 5                                  |                   |
| Copa Libertadores 2019 | Octavos de final  | 8                 | 3                 | 2                 | 3                 | 5                 | 4                 | Martínez, Herrera, Rodríguez, Barrios y Bareiro: 1 |                   |
| Copa Libertadores 2021 | Tercera Fase      | 4                 | 1                 | 2                 | 1                 | 6                 | 6                 | Franco Di Santo y Ángel Romero: 3                  |                   |
| Copa Libertadores 2024 | Octavos de final  | 6                 | 2                 | 2                 | 2                 | 6                 | 6                 | Alexis Cuello 2                                    |                   |
| Total                  |                   | 144               | 52                | 41                | 51                | 175               | 144               | Alberto Federico Acosta: 8                         |                   |

| Copa Sudamericana      | Copa Sudamericana | Copa Sudamericana | Copa Sudamericana | Copa Sudamericana | Copa Sudamericana | Copa Sudamericana | Copa Sudamericana | Copa Sudamericana                                     | Copa Sudamericana |
| Año                    | Desempeño         | PJ                | PG                | PE                | PP                | GF                | GC                | Goleador(es)                                          |                   |
| ---------------------- | ----------------- | ----------------- | ----------------- | ----------------- | ----------------- | ----------------- | ----------------- | ----------------------------------------------------- | ----------------- |
| Copa Sudamericana 2002 | Campeón           | 8                 | 5                 | 1                 | 2                 | 20                | 8                 | Rodrigo Astudillo: 4                                  |                   |
| Copa Sudamericana 2003 | Segunda fase      | 4                 | 3                 | 0                 | 1                 | 10                | 4                 | Alberto Federico Acosta: 3                            |                   |
| Copa Sudamericana 2004 | Segunda fase      | 4                 | 2                 | 1                 | 1                 | 4                 | 2                 | Adrián González: 2                                    |                   |
| Copa Sudamericana 2006 | Cuartos de final  | 6                 | 3                 | 1                 | 2                 | 8                 | 5                 | Adrián González, Andrés Silvera y Roberto Jiménez : 2 |                   |
| Copa Sudamericana 2007 | Primera fase      | 2                 | 0                 | 1                 | 1                 | 1                 | 4                 | Andrés Silvera: 1                                     |                   |
| Copa Sudamericana 2008 | Primera fase      | 2                 | 0                 | 1                 | 1                 | 0                 | 2                 | No marcó                                              |                   |
| Copa Sudamericana 2009 | Cuartos de final  | 6                 | 4                 | 0                 | 2                 | 8                 | 3                 | Bernardo Romeo y Gonzalo Rovira: 2                    |                   |
| Copa Sudamericana 2013 | Segunda fase      | 2                 | 0                 | 1                 | 1                 | 0                 | 1                 | No marcó                                              |                   |
| Copa Sudamericana 2016 | Semifinales       | 8                 | 4                 | 2                 | 2                 | 11                | 6                 | Nicolás Blandi: 5                                     |                   |
| Copa Sudamericana 2018 | Octavos de final  | 6                 | 3                 | 1                 | 2                 | 7                 | 4                 | Nicolás Blandi: 3                                     |                   |
| Copa Sudamericana 2021 | Fase de grupos    | 6                 | 2                 | 1                 | 3                 | 7                 | 6                 | Nicolás Fernández: 2                                  |                   |
| Copa Sudamericana 2023 | Octavos de final  | 10                | 5                 | 2                 | 3                 | 11                | 8                 | Adam Bareiro: 6                                       |                   |
| Total                  |                   | 64                | 31                | 12                | 21                | 86                | 53                | Nicolás Blandi: 8                                     |                   |

| Recopa Sudamericana      | Recopa Sudamericana | Recopa Sudamericana | Recopa Sudamericana | Recopa Sudamericana | Recopa Sudamericana | Recopa Sudamericana | Recopa Sudamericana | Recopa Sudamericana | Recopa Sudamericana |
| Año                      | Desempeño           | PJ                  | PG                  | PE                  | PP                  | GF                  | GC                  | Goleador(es)        |                     |
| ------------------------ | ------------------- | ------------------- | ------------------- | ------------------- | ------------------- | ------------------- | ------------------- | ------------------- | ------------------- |
| Recopa Sudamericana 2003 | Subcampeón          | 1                   | 0                   | 0                   | 1                   | 0                   | 2                   | No marcó            |                     |
| Recopa Sudamericana 2015 | Subcampeón          | 2                   | 0                   | 0                   | 2                   | 0                   | 2                   | No marcó            |                     |

| Copa Mercosur      | Copa Mercosur  | Copa Mercosur | Copa Mercosur | Copa Mercosur | Copa Mercosur | Copa Mercosur | Copa Mercosur | Copa Mercosur                       | Copa Mercosur |
| Año                | Desempeño      | PJ            | PG            | PE            | PP            | GF            | GC            | Goleador(es)                        |               |
| ------------------ | -------------- | ------------- | ------------- | ------------- | ------------- | ------------- | ------------- | ----------------------------------- | ------------- |
| Copa Mercosur 1998 | Semifinales    | 10            | 3             | 4             | 3             | 13            | 11            | Alberto Federico Acosta: 4          |               |
| Copa Mercosur 1999 | Semifinales    | 10            | 7             | 0             | 3             | 13            | 10            | Bernardo Romeo: 4                   |               |
| Copa Mercosur 2000 | Fase de grupos | 6             | 1             | 0             | 5             | 8             | 15            | Bernardo Romeo y Sebastián Abreu: 3 |               |
| Copa Mercosur 2001 | Campeón        | 12            | 6             | 3             | 3             | 18            | 10            | Bernardo Romeo: 10                  |               |
| Total              |                | 38            | 17            | 7             | 14            | 55            | 47            | Bernardo Romeo: 17                  |               |

| Copa Conmebol      | Copa Conmebol    | Copa Conmebol | Copa Conmebol | Copa Conmebol | Copa Conmebol | Copa Conmebol | Copa Conmebol | Copa Conmebol      | Copa Conmebol |
| Año                | Desempeño        | PJ            | PG            | PE            | PP            | GF            | GC            | Goleador(es)       |               |
| ------------------ | ---------------- | ------------- | ------------- | ------------- | ------------- | ------------- | ------------- | ------------------ | ------------- |
| Copa Conmebol 1993 | Semifinales      | 6             | 3             | 1             | 2             | 8             | 6             | Claudio Biaggio: 3 |               |
| Copa Conmebol 1994 | Cuartos de final | 4             | 1             | 2             | 1             | 5             | 6             | Claudio Biaggio: 2 |               |
| Total              |                  | 10            | 4             | 3             | 3             | 13            | 12            | Claudio Biaggio: 5 |               |

| Era profesional                     |     |     |    |    |     |     |             |
| Mundial de Clubes                   | 2   | 1   | 0  | 1  | 2   | 3   | Subcampeón  |
| Copa Libertadores de América        | 138 | 50  | 39 | 49 | 169 | 138 | Campeón     |
| Copa Sudamericana                   | 64  | 31  | 12 | 21 | 86  | 53  | Campeón     |
| Recopa Sudamericana                 | 3   | 0   | 0  | 3  | 0   | 4   | Subcampeón  |
| Copa Mercosur                       | 38  | 17  | 7  | 14 | 55  | 47  | Campeón     |
| Copa Conmebol                       | 10  | 4   | 3  | 3  | 13  | 12  | Semifinales |
| Subtotal era profesional            | 255 | 103 | 61 | 91 | 326 | 257 | 3 títulos   |
| Era amateur                         |     |     |    |    |     |     |             |
| Copa Ricardo Aldao                  | 1   | 1   | 0  | 0  | 1   | 0   | Campeón     |
| Copa Campeonato del Río de la Plata | 1   | 1   | 0  | 0  | 1   | 0   | Campeón     |
| Subtotal era amateur                | 2   | 2   | 0  | 0  | 2   | 0   | 2 títulos   |
| Total                               | 257 | 105 | 61 | 91 | 328 | 249 | 5 títulos   |

Nota: En negrita competiciones activas.
- Actualizado al 13 de octubre de 2023.

### Entradas vendidas
En una investigación realizada por el Diario Olé se demostró que San Lorenzo se encuentra tercero entre los equipos que más entradas vendieron en toda la historia de la Primera División de Fútbol de Argentina desde el inicio del primer torneo del profesionalismo en 1931 hasta el 24 de agosto de 2006.
| Pos | Club          | Entradas Vendidas | Promedio por partido |
| --- | ------------- | ----------------- | -------------------- |
| 1   | Boca Juniors  | 50.289.876        | 19.664               |
| 2   | River Plate   | 47.608.140        | 16.639               |
| 3   | San Lorenzo   | 33.207.509        | 11.235               |
| 4   | Racing Club   | 31.816.418        | 11.508               |
| 5   | Independiente | 31.776.952        | 11.225               |

## Organigrama

### Transferencias: Invierno 2025
| Gastos: $ 0 |

| Altas | Altas | Altas | Altas   | Altas       | Altas | Altas |
| Pos.  | Nac.  | N.º   | Jugador | Procedencia | Tipo  | Costo |
| ----- | ----- | ----- | ------- | ----------- | ----- | ----- |

| Bajas          | Bajas                | Bajas | Bajas         | Bajas          | Bajas    | Bajas         |
| Pos.           | Nac.                 | N.º   | Jugador       | Destino        | Tipo     | Costo         |
| -------------- | -------------------- | ----- | ------------- | -------------- | -------- | ------------- |
| Centrocampista | Bandera de Argentina | 27    | Malcom Braida | Boca Juniors   | Traspaso | U$S 1.800.000 |
| Centrocampista | Bandera de Argentina | –     | Elián Irala   | Shabab Al-Ahli | Traspaso | U$S 2.800.000 |

## División Reserva

### Plantel Reserva 2025
Actualizado el 8 de febrero de 2025.

| N.° | Nombre               | P (G) | Posición | Edad    | Altura | Procedencia           | Fin Contrato |
| --- | -------------------- | ----- | -------- | ------- | ------ | --------------------- | ------------ |
|     | Santiago Torres      | 0     | ARQ      | 21 años |        | Inferiores            | 31/12/2025   |
|     | Mateo Clemente       | 3     | ARQ      | 23 años | 1,83m  | Inferiores            | 31-12-2026   |
|     | Demian Talavera      | 0     | ARQ      | 18 años | 1,82m  | Banfield              | No tiene     |
|     | Jonas Rodriguez      | 0     | ARQ      | 17 años |        | Inferiores            | No tiene     |
|     | Valentin Lopez       | 0     | ARQ      | 18 años |        | Inferiores            | No tiene     |
|     | Lautaro Cuelli       | 0     | ARQ      | 19 años |        | Inferiores            | No tiene     |
|     | Alejo Córdoba        | 3     | DFC      | 21 años | 1,82m  | Inferiores            | 31-12-2027   |
|     | Ramiro Pedroza       | 3     | DFC      | 18 años | 1,80m  | Inferiores            | 31-12-2027   |
|     | Thiago Ramirez       | 0     | DFC      | 22 años | 1,82m  | Vélez Sarsfield       | No tiene     |
|     | Teo Rodríguez Pagano | 2     | LI       | 19 años |        | Inferiores            | 31-12-2027   |
|     | Lautaro Montenegro   | 2     | DFC      | 20 años |        | Inferiores            | 31/12/2026   |
|     | Nicolás Blanco       | 3     | LD       | 18 años |        | Inferiores            | No tiene     |
|     | Nahuel Arias         | 1     | LD       | 20 años |        | Inferiores            | 31/12/2026   |
|     | Santino Pasini       | 0     | DFC      | 19 años | 1,85m  | Club Atlético Atlanta | 31/12/2025   |
|     | Ramiro Centurión     | 0     | DFC      | 20 años |        | Inferiores            | No tiene     |
|     | Lucas Coronel        | 0     | LD       | 17 años |        | Inferiores            | No tiene     |
|     | Francisco Giovachini | 0     | DFC      | 18 años |        | Inferiores            | No tiene     |
|     | Fabricio López       | 2     | LD       | 22 años |        | Dep. Armenio          | 31/12/2025   |
|     | lucio greco          | 0     | DFC      | 18 años |        | Inferiores            | No tiene     |
|     | Ignacio Elissagaray  | 0     | LI       | 18 años |        | Inferiores            | No tiene     |
|     | Juan Cruz Crisafulli | 0     | DFC      | 17 años |        | Inferiores            | No tiene     |
|     | Juan Cruz Ratalino   | 3     | MC       | 21 años | 1,68m  | Inferiores            | 31/12/2027   |
|     | Ignacio Perruzzi     | 2     | MCD      | 20 años |        | Inferiores            | 31/12/2027   |
|     | Nahuel Romero        | 3     | MCD      | 20 años |        | Inferiores            | No tiene     |
|     | Gonzalo Alassia      | 0     | MC       | 21 años | 1,82 m | Atlético de Rafaela   | 31/12/2026   |
|     | Alejo Rivas          | 3     | MC       | 19 años | 1,78m  | Inferiores            | No tiene     |
|     | Valentino Bossio     | 1     | MC       | 18 años |        | Inferiores            | No tiene     |
|     | Cristian Gallardo    | 3     | MC       | 17 años |        | Inferiores            | 31-12-2027   |
|     | Facundo Gulli        | 0     | MCO      | 19 años |        | Inferiores            | No tiene     |
|     | León Mancini         | 0     | MCO      | 20 años |        | Inferiores            | No tiene     |
|     | Patricio Céspedes    | 0     | MCO      | 19 años |        | Inferiores            | No tiene     |
|     | Uriel Ojeda          | 0     | MCO      | 17 años | 1,68m  | Inferiores            | 31/12/2026   |
|     | Bautista Gómez       | 0     | MCO      | 18 años |        | Inferiores            | No tiene     |
|     | Jose Banegas         | 1     | MCO      | 19 años |        | Inferiores            | No tiene     |
|     | Matías Hernández     | 3 (1) | DC       | 20 años | 1,78m  | Inferiores            | 31/12/2025   |
|     | Branco Salinardi     | 3 (1) | DC       | 18 años |        | Inferiores            | No tiene     |
|     | Valentin Escalante   | 1     | EI       | 21 años |        | Inferiores            | 31/12/2027   |
|     | Agustín Ladstatter   | 1     | ED       | 20 años |        | Inferiores            | 31/12/2027   |
|     | Ignacio Mónaco       | 0     | DC       | 18 años |        | Inferiores            | 31/12/2027   |
|     | Enzo Alan Salas      | 3 (1) | DC       | 18 años |        | Inferiores            | No tiene     |
|     | Tomás Yaciuk         | 0     | DC       | 17 años |        | Inferiores            | No tiene     |
|     | Bruno Brito          | 0     | DC       | 20 años |        | Inferiores            | No tiene     |

| Cuerpo Técnico       |               |                      |                |         |              |
| Nacionalidad         | Nombre        | Partidos en el cargo | Puesto         | Edad    | Fin contrato |
| Bandera de Argentina | Damián Ayude  | 3                    | Entrenador     | 43 años | 31-12-2025   |
| Bandera de Argentina | Rodrigo Lista | 3                    | Ayudante campo |         | 31-12-2025   |

## Entrenadores
El primer entrenador del club en el profesionalismo fue Antonio Malvassi, quien debutó el 31 de mayo de 1931, venciendo 4 a 2 a Tigre en Boedo. El primer técnico en conseguir un título en el profesionalismo fue Atilio Giuliano en 1933. Por su parte, Manuel Pellegrini fue el primero en conseguir un título internacional organizado por la Conmebol.
| Posición | Nombre              | Periodo                                           | PD  |
| -------- | ------------------- | ------------------------------------------------- | --- |
| 1        | Héctor Veira        | 1980, 1983-1984, 1987-1989, 1992-1996 y 2004-2005 | 385 |
| 2        | Juan Carlos Lorenzo | 1961-1962; 1972-1973 y 1981-1982                  | 172 |
| 3        | José Barreiro       | 1957-1960, 1963-1964 y 1966-1967                  | 153 |
| 4        | Rubén Darío Insúa   | 2002-2003 y 2022-2024                             | 146 |
| 5        | Oscar Ruggeri       | 1998-2001 y 2006                                  | 139 |
| 6        | Antonio Malvassi    | 1931-1932 y 1935-1937                             | 136 |
| 7        | Edgardo Bauza       | 2014-2015                                         | 99  |

## Presidentes
| Comisión Directiva 2025-2027 |
| |
| - Presidente: Julio Lopardo - Vicepresidente: Andrés Terzano - Secretario: Martín Cigna - Prosecretario: Alejandro Uriel Barros - Tesorero: Leandro Gastón Goroyeski - Protesorero: Carina Farías - Encargado de la vuelta a Boedo: Adolfo Res - Analista de videos: Marlon Eta - Intendente: Martin Cigna - Subintendente: Juan Mateo Sagardoy - Social media manager: Matías Tirelli - Presidente de la Subcomisión de Inferiores: Javier Ignacio Allieri - Vicepresidente de la Subcomisión de Inferiores: Ricardo Saponare - Secretario de Inferiores: Ignacio Carreira - Coordinador de Inferiores: Marcelo Romano - Encargado de Inferiores: Ignacio Carreira - Vocales: 1°) Néstor Ortigoza 2ª) Daniela Méndez Righi 3°) Javier Ignacio Allievi 4ª) Julio Lopardo 5ª) María Soledad Boufflet 6°) Marcelo Rosario Culotta 7°) Alejandro Martin Tamer 8°) Sergio Gabriel Costantino 9°) Christian Ariel Evangelista 10ª) Agustina Nordestrom 11°) Marlon Eta 12°) Esteban Hoffmann 13°) Bautista Dell' Acqua - Comisión fiscalizadora: Lucas Dente Bruno Angriman Ariel Dean Diego Carlos Marin Marcelo Bisignani Marcelo Fernando Meis Miriam Andrea Peral |
| |

## Palmarés

### Torneos nacionales (17)
| Organizados por AFA (17)                                | Organizados por AFA (17) | Organizados por AFA (17) |
| Competición                                             | Campeón | Subcampeón |
| ------------------------------------------------------- | --- | --- |
| Primera División (15/16)                                | 1923 (AAmF), 1924 (AAmF), 1927 (AAmF), 1933, Copa de Honor 1936, 1946, 1959, Metropolitano 1968, Metropolitano 1972, Nacional 1972, Nacional 1974, Clausura 1995, Clausura 2001, Clausura 2007, Inicial 2013. | 1925 (AAmF), 1926 (AAmF), 1931, Copa Campeonato 1936, Copa de Oro 1936, 1941, 1942, 1957, 1961, Nacional 1971, 1983, 1987/88, Apertura 1994, Apertura 2003, 2015, 2016. |
| Supercopa Argentina (1/0)                               | 2015. | |
| Copa de la República (1/0)                              | 1943. | |
| Liguilla Pre-Libertadores* (2/0)                        | 1988, 1991. | |
| Segunda División (1/0)                                  | 1982. | |
| Tercera División (1/0)                                  | 1914 (AAF). | |
| Copa Argentina** (0/1)                                  | | 1970, 2012/13. |
| Copa Campeonato de Primera División (0/1)               | | 2013-14. |
| Copa de Competencia Británica (0/1)                     | | 1946. |
| Copa Adrián C. Escobar (0/2)                            | | 1939, 1944. |
| Copa de Competencia de Liga Argentina de Football (0/1) | | 1933. |

(*) No otorga título de campeón.

(**) Finalista de Copa Argentina 1970, no finalizó y se declaró desierto.

### Torneos internacionales (5)
| Organizados por FIFA y CONMEBOL (3)            | Organizados por FIFA y CONMEBOL (3) | Organizados por FIFA y CONMEBOL (3) |
| Competición                                    | Campeón                             | Subcampeón                          |
| ---------------------------------------------- | ----------------------------------- | ----------------------------------- |
| Copa Libertadores de América (1/0)             | 2014.                               |                                     |
| Copa Sudamericana (1/0)                        | 2002.                               |                                     |
| Copa Mercosur (1/0)                            | 2001.                               |                                     |
| Copa Mundial de Clubes de la FIFA (0/1)        |                                     | 2014.                               |
| Recopa Sudamericana (0/2)                      |                                     | 2003, 2015.                         |
| Organizados por AFA y AUF (2)                  |                                     |                                     |
| Copa Río de La Plata - Dr. Ricardo Aldao (1/1) | 1927.                               | 1946.                               |
| Copa Campeonato del Río de la Plata (1/0)      | 1923.                               |                                     |
| Copa de Confraternidad Escobar-Gerona* (1/1)   | 1941.                               | 1942.                               |

(*) Como no se jugó el partido de vuelta, el título no fue proclamado oficialmente.
| - Copa Honorable Cámara de Diputados de La Nación 1929 - Copa Casa D’Elio e Hijos 1929 - Copa Radio Philco (Chile) 1941 - Copa Aldao: 1946 - Copa Lisboa 1950 - Copa Confraternidad 1954 - Torneo triangular Ciudad de Santa Fe 1954 - Cuadrangular de Lima (Perú) 1958 - Torneo de Guadalajara (México) 1960 - Copa Cuervos de la cuna 1968 - Trofeo Costa Brava (España) 1970 - Copa Ciudad de Santander (España) 1970 - Trofeo Tomàs Toruella de Alicante (España) 1970 - Copa Ciudad de la Línea (España) 1970 - Copa Ciudad de Mar del Plata 1972 - Copa Ayuntamiento de Calvo Sotelo (España) 1976 - Copa Aniversario República Argentina (Perú) 1991 - Copa América TV 1993 - Copa Desafío Cristal (Chile) 1998 - Copa Intendencia de Colonia (Uruguay) 2009 - Copa Banco Ciudad 2014 - Copa Campeones de América (Estados Unidos) 2015 - Copa EuroAmericana 2015 - Copa 300 años Ciudad de Quillota (Chile) 2017 - Copa José Sanfilippo 2022 | - Liga Don Bosco (2): 1910 y 1911 - Torneo Caballito (1): 1919 - Copa Dardo Rocha (1): 1926 - Concurso Asistencia Pública (1): 1944 - Copa Jorge Newbery (1): 1964 - Copa Ciudad de Buenos Aires 1972 - Trofeo de la Vendimia-Mendoza 1987 - Copa LV 7 Radio Tucumán 1993 - Copa San Martín de Tours 1994 - Copa Ciudad de Neuquén 2003 - Torneo de Invierno Ciudad de La Plata 2006 - Torneo de Invierno 2008 - Torneo Cuadrangular de Invierno 2010 - Copa General Martín Miguel de Güemes 2015 |

### Torneo de Reserva (Argentina)
- San Lorenzo es el tercer club argentino con más campeonatos ganados en esta división: (20)

El club comenzó su desarrollo en esta área de manera paralela con el crecimiento de la entidad y el fútbol superior, cosechando también desde los primeros años una serie de títulos importantes.
Y en el tiempo, la modalidad funcionó mediante las siguientes denominaciones: Intermedia, Segunda, Tercera y Reserva, siendo estas más próximas al equipo mayor.
En Intermedia, la consagración se produjo en 1921 y 1922. En Segunda, el grito de gloria se produjo en 1939. Y en Tercera, San Lorenzo se quedó con el certamen de 1917, 1927, 1935, 1944 y 1947. Mientras que en Reserva, se consagró en 1924, 1943, 1947, 1948, 1953, 1954, en los Metros 1970 y 1972, y en las campañas 1996/97, 1998/99, 2015 y 2018/19.

### Torneos de divisiones juveniles
- San Lorenzo es el cuarto club argentino con más campeonatos ganados en estas divisiones: (46)

El club comenzó su desarrollo en esta área de manera paralela con el crecimiento de la entidad y el fútbol superior, cosechando también desde los primeros años una serie de títulos importantes.
Hasta 1949, ocuparon una función formativa, la Cuarta "A" y "B", y la Quinta "A" y "B". Esporádicamente, la entidad dispuso de Equipos "C" o de la Cuarta Especial. Desde mediados del Siglo XX, el fútbol menor al margen de la Reserva, ya organizó sus categorías entre la Cuarta y Novena División, a lo que se agregó el fútbol infantil a partir de 1985.
En divisiones inferiores, el club ganó títulos en:
| Competición juvenil  | Títulos                                                                 |
| -------------------- | ----------------------------------------------------------------------- |
| Cuarta División (8)  | 1924, 1932, 1941, 1945, 1963, 1982 (Primera B), Especial 1987, 2014.    |
| Quinta División (6)  | 1934, 1936, 1939, 1967, 1988, 2015.                                     |
| Sexta División (7)   | 1961, 1980, 1982 (Primera B), 1986, Especial 1987, Clausura 2001, 2006. |
| Séptima División (8) | 1955, 1960, 1964, 1968, 1970, 1992, Apertura 2004, 2006, 2013.          |
| Octava División (7)  | 1950, 1956, 1965, 1969, 1972, 1978, Clausura 2000.                      |
| Novena División (7)  | 1962, 1963, 1968, 1977, Apertura 1999, Clausura 1999, Clausura 2000.    |

Además, el Club obtuvo la Copa Challenguer 2006 al mejor equipo del año. Inclusive, varios de sus equipos salieron al extranjero y en ese ámbito, lograron la Dallas Cup en Estados Unidos durante 1998, El Torneo Esperanza Alba en sus ediciones 2013 y 2014 y las categorías 1997/1998 y 1999/2000 el TriSeries en Catar en 2014.
En Infantiles, el Club sumó 7 títulos entre todas sus categorías, en las campañas de 1995, 1998 (dos veces), 2002, 2004, 2005 y 2006.

## Rivalidades

### Clásico histórico
El tradicional rival de San Lorenzo de Almagro es el Club Atlético Huracán. Ambos disputan uno de los clásicos más característicos del país, abonado por la histórica cercanía geográfica de las instituciones -que los hacen representativos de los barrios de la zona sur de la ciudad- y emparentados con la esencia de la porteñidad.

Es llamado en ocasiones por la prensa y los hinchas "Clásico porteño", también mencionado como "El clásico de barrio más grande del mundo"  o, simplemente, "Clásico de barrio".

Son dos de los clubes más populares, antiguos y de los más ganadores de la historia del fútbol argentino siendo, en consecuencia, el tercer clásico más importante del país en cuanto a suma de títulos oficiales (nacionales e internacionales) obtenidos por ambos clubes, con un total de 35 títulos entre las dos instituciones (San Lorenzo 5.º con 22 títulos y Huracán 8.º con 13); solamente detrás del superclásico argentino y del clásico de Avellaneda.

Además, ambos clubes se posicionan en los primeros 6 puestos en la mayoría de las mediciones de cantidad de simpatizantes en el país y de entradas vendidas a en toda la historia. 

El primer partido de la historia fue un amistoso jugado el 1 de abril de 1915 en el viejo estadio de Huracán, ubicado en la intersección de las calles Chiclana y Alagón, a solamente cinco cuadras de Avenida La Plata 1700 en donde, un año después, San Lorenzo inauguró su primer estadio oficial -de allí la rivalidad, entre vecinos- que finalizó con el triunfo de Huracán por 3 a 1.

De manera oficial se vieron las caras por primera vez el 24 de octubre de 1915 por el Campeonato Amateur de Primera División 1915, en el campo de juego de Ferro Carril Oeste, el que San Lorenzo alquilaba para ser local, en tanto se encontraba en construcción El Gasómetro. El encuentro lo ganó San Lorenzo 3-1 con dos goles de Mariano Perazzo y otro de Francisco Xarau, todos en el segundo tiempo, dando vuelta el resultado tras comenzar perdiendo (gol de Laguna para Huracán).

A lo largo de la historia se enfrentaron únicamente, en la máxima categoría del fútbol argentino, ya sea por torneos de liga o por copas nacionales; y en partidos amistosos. Nunca jugaron por certámenes de ascenso, ni por torneos internacionales.

#### Historial estadístico de los clásicos
Se toman en cuenta todos los partidos oficiales reconocidos por AFA y Conmebol (torneos locales amateurs y profesionales, copas nacionales AFA, torneos internacionales AFA/AUF y torneos internacionales Conmebol). Cuando un partido es definido por penales se otorga el resultado saliente de los 90 minutos (o 120 si hubo prórroga) de juego, más allá del ganador final, y no se agregan a la tabla de goles los tantos convertidos en la definición
| Rival   | PJ  | PG | PE | PP | GF  | GC  | DIF |
| ------- | --- | -- | -- | -- | --- | --- | --- |
| Huracán | 182 | 86 | 49 | 46 | 323 | 223 | 40  |

- Hay un partido que la AFA dio por perdido a ambos

### Otros clásicos
Además, son considerados clásicos a los partidos que disputa con los otros equipos denominados grandes: River, Independiente, Racing y Boca; particularmente con este último debido a la cantidad de clásicos jugados (por campeonato local, Boca es el segundo rival que más veces enfrentó San Lorenzo; en cuanto a Boca, el ciclón es también el segundo rival con el que más veces se midió -para ambos, el rival con el que más se enfrentaron es River-), la cantidad de encuentros definitorios y el hecho de que San Lorenzo es el equipo que más ganó en la bombonera y el único que mantiene un historial favorable contra el xeneize de todos los equipos de Primera División. Cada partido que disputan los cinco grandes entre sí se vive con mayor intensidad que cualquier otro y la rivalidad que comparten todos estos equipos se remonta a los inicios del fútbol (son los 5 clubes más populares y ganadores de la historia del fútbol argentino).

## Hinchada
- La hinchada de San Lorenzo es comúnmente conocida como La Gloriosa Butteler.

### Simpatizantes
El Club Atlético San Lorenzo de Almagro figura en algunas encuestas como el cuarto equipo en mayor cantidad de simpatizantes en todo el país.

#### Cantidad de simpatizantes según el Gran DT
El Gran DT es un concurso organizado por el Diario Clarín, en el cual el lector arma un equipo con diversos jugadores del fútbol argentino, ganando puntos sobre la base de los puntajes con los cuales el diario califica las actuaciones de los mismos en los encuentros de cada fecha del respectivo campeonato.
Uno de los pasos para darse de alta en el concurso es llenar un formulario con los datos personales del participante, como el nombre, el apellido, el DNI y también el club de fútbol del cual es simpatizante. De esta manera se creó una base de datos de 2.005.590 personas que al mismo tiempo son simpatizantes de distintos clubes de fútbol a lo largo y a lo ancho de todo el país. El resultado arrojo que los denominados Cinco Grandes lideran el ranking de cantidad de simpatizantes confirmando de alguna manera lo que reflejaban las recaudaciones y las encuestas realizadas sobre el tema.
| 1°                           | Boca Juniors  | 34,40 % | 689.921 |
| 2°                           | River Plate   | 24,06 % | 482.589 |
| 3°                           | Independiente | 6,76 %  | 135.493 |
| 4°                           | San Lorenzo   | 4,87 %  | 97.765  |
| 5°                           | Racing Club   | 4,47 %  | 89.699  |
| Gran DT, 10 de mayo de 2009. |               |         |         |

#### Consultora Gallup Argentina
Según una encuesta para el Diario La Nación de la consultora Gallup Argentina sobre 1254 personas, indica que Boca y River acaparan el 62% de las preferencias.
| Boca Juniors                       | 33 % |
| River Plate                        | 29 % |
| Independiente                      | 7 %  |
| San Lorenzo                        | 6 %  |
| Racing Club                        | 3 %  |
| Consultora Gallup Argentina, 2000. |      |

## Apodos
Quizás sea el club con más apodos del fútbol argentino, alguno de ellos son:
- El Ciclón: fue utilizado por el periodista Hugo Marini para referirse a la contundencia con la que el equipo atacaba y ganaba por los años 30. Las goleadas que conseguía hicieron que se lo bautizara como El Ciclón de Boedo, apodo que rápidamente copiaron muchos periodistas. Otro motivo para su inmediata difusión y aceptación fue que con él se lo opone a su clásico y eterno rival, el Club Atlético Huracán.
- Gauchos de Boedo: en 1932, San Lorenzo comenzó a traer jugadores desde el interior del país o chacareros, según se los denominaba. Estos jugadores, provenientes de Santa Fe, fueron Alberto Chividini, Gabriel Magán y Genaro Cantelli, a quienes se los bautizó como Gauchos de Boedo, por su origen.
- Santos: el apodo surgió por el nombre del club, y porque usaban el oratorio de San Antonio para desarrollar su actividad futbolística.
- Cuervos: debido al color negro de su sotana a los sacerdotes jesuitas se los solía identificar como cuervos, como el club tomó su nombre del padre Lorenzo Massa, la identificación se extendió a sus simpatizantes.

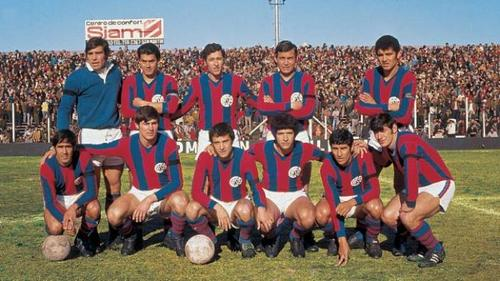
Los Matadores de San Lorenzo de Almagro

- Los Matadores de San Lorenzo de AlmagroLos Matadores: al equipo de 1968 se lo llamaba así porque se consagró campeón en forma invicta y por la manera en que jugaban los partidos. Generalmente en el complemento salía a matar a sus rivales con su juego.
- Los Camboyanos: al equipo de fines de los 80 se los denominaba así, porque el club atravesaba una crisis económica que no permitía entrenarse en condiciones, no tenía cancha, no se cumplían los contratos, ni había agua caliente en las duchas, y a pesar de todo esto el equipo no se resentía en su funcionamiento futbolístico. Se dice que la idea del nombre surgió del lateral derecho uruguayo Luis Malvárez, que en esos tiempos de condiciones miserables de trabajo, dijo una vez en el vestuario: “Somos los camboyanos, estamos solos y no damos nada por perdido”.

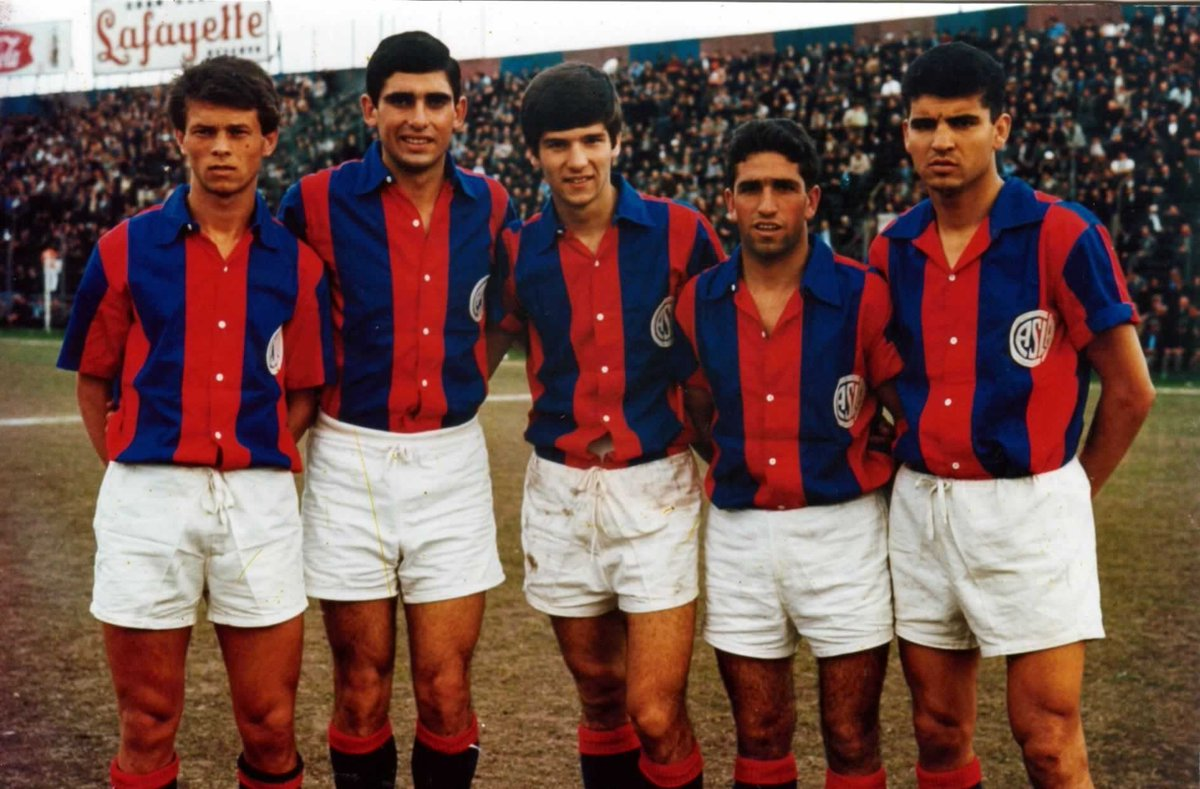
Los Carasucias de San Lorenzo de Almagro

- Los Carasucias de San Lorenzo de AlmagroAzulgranas: se lo denomina así a partir del profesionalismo cuando confirmaron que los colores oficiales para su camiseta iban a ser azul y granate. Aunque a lo largo de los años, los diseños de las camisetas reemplazaron el granate por el rojo.
- Los Carasucias: en 1963, Narciso Doval, Fernando Areán, Héctor Veira, Victorio Casa y Roberto Telch, todos jugadores surgidos en el club, se consolidaron en Primera siendo todavía muy jóvenes (de ahí lo de carasucias, porque los niños, en especial los de la calle, andan con la cara sin lavar). Y fueron por siempre Los Carasucias, como elogio a su atrevimiento y creatividad. Ese quinteto fue un ícono de las inferiores de San Lorenzo, aunque no fuera campeón.

## Relevancia internacional
El club obtuvo prestigio internacional por primera vez con la obtención de la Copa Campeonato del Río de la Plata 1923 y la Copa Aldao 1927, enfrentando a los campeones de Uruguay. Sin bien estos títulos no son tomados en cuenta por la Conmebol ya que no fue la entidad organizadora, son títulos oficiales contemplados por AFA, AUF y FIFA
A mediados de diciembre de 1946, San Lorenzo empezaría una Gira por Europa con un equipo llamado "El Terceto de Oro" y finalizaría en febrero de 1947. en esta gira San Lorenzo venció a la Selección de España, la Selección de Portugal, al Atlético Madrid y al Porto, empatando con Sevilla, Valencia, Deportivo la Coruña y Athletic Club, y perdiendo únicamente con el Real Madrid. Esto convirtió a San Lorenzo en uno de los mejores equipos del Mundo de ese entonces.
En 1960, San Lorenzo se convirtió en el primer club Argentino en disputar la Copa Libertadores de América, donde fue eliminado en una polémica semifinal por Peñarol, en donde los dirigentes regalaron la localía en el tercer partido. En 1973 y 1988 también llegaría a Semifinales, siendo eliminado esta vez por Newell's Old Boys y Independiente de Avellaneda. En las ediciones 1992 y 1996 llegaría a la instancia de cuartos de final siendo eliminado por Newells y River Plate.
Participaría también de la extinta Copa Conmebol, San Lorenzo llegaría a la instancia de Semifinales en 1993 y luego sería eliminado en Cuartos en 1994.
Disputaría todas las ediciones de la Copa Mercosur, llegando a las semifinales en 1998 y 1999, siendo eliminado en Fase de grupos en 2000. Sin embargo, en 2001 San Lorenzo conseguiría su primera copa internacional Conmebol en 2001 al derrotar a Flamengo de Brasil por penales, así, San Lorenzo se convertiría en el único equipo argentino en ganar la Copa Mercosur, cortando el dominio de los equipos Brasileros en la competición. En el camino eliminaría a Corinthians, Cerro Porteño y Nacional de Montevideo.
En 2002, San Lorenzo se convertiría en el primer equipo en ganar la Copa Sudamericana, al derrotar en un aplastante 4-0 a Atlético Nacional en la Final, siendo esta la máxima goleada de la historia de la Copa en una Final, récord que fue igualado por la Universidad de Chile en 2010. En el camino eliminó a Monagas, Racing Club y Bolívar.
Jugaría la Final de la Recopa Sudamericana 2003 contra Olimpia, donde perdió 2-0.
En el resto de la década, lo más destacable ocurrió en la Copa Libertadores 2008, donde llegó a los Cuartos eliminando a River Plate en una apasionante definición en el Monumental, pero sería eliminado en Cuartos contra Liga de Quito en una definición por penales. También llegó a cuartos de final de la Copa Sudamericana en las ediciones 2006 y 2009.
En 2013, el nombre del club daría la vuelta por el mundo, ya que el Papa Francisco, confeso hincha de la institución, sería electo como Papa.
En 2014, de la mano de Edgardo Bauza, San Lorenzo conseguiría el logro internacional más importante de su historia al superar 1-0 a Nacional de Paraguay con un penal de Néstor Ortigoza en el Nuevo Gasómetro, consiguiendo la Copa Libertadores de América. En el camino, clasificó segundo en un grupo con Unión Española, Botafogo e Independiente del Valle, eliminó a Cruzeiro, Gremio y Bolívar para llegar a la Final. En ese mismo año, eliminaría a Auckland City 2-1 en semifinales del Mundial de Clubes con goles de Pablo Barrientos y Mauro Matos para llegar a disputar la Final del Mundo contra el campeón de la Liga de Campeones de la UEFA 2013-14, Real Madrid. Al final el conjunto de Boedo perdería la final en un 2-0 con goles de Gareth Bale y Sergio Ramos, despidiéndose con la frente en alto de la copa.
En 2015, disputaría la final de la Recopa Sudamericana 2015 contra River Plate, donde perdería por un global de 2-0.
En 2016, San Lorenzo sería reconocido por la FIFA, la cual puso la camiseta de la institución en el Museo del Fútbol Mundial, siendo el Ciclón el único club del mundo en poseer tal privilegio. También se encuentra el pasaporte de un jugador de la institución, Luis Monti, por ser el único jugador en disputar dos finales del Mundo con dos selecciones distintas.
San Lorenzo forma parte de la Élite del Fútbol Sudamericano al ser uno de los 25 clubes del continente en ser Campeones de América. También es el único equipo argentino en ganar la Copa Mercosur, el primer equipo en ganar la Copa Sudamericana y el único equipo del mundo en poseer los tres trofeos anteriormente mencionados.
Es el equipo argentino mejor ubicado en la clasificación histórica de la Copa Mercosur, con un cuarto lugar. El segundo equipo argentino mejor ubicado en la clasificación histórica de la Copa Sudamericana, con un noveno lugar, solo superado por River Plate. Es el sexto equipo argentino mejor ubicado en la Clasificación Histórica de la Copa Libertadores, superando a Racing Club.
Es el sexto equipo argentino con más participaciones internacionales y el sexto con más títulos internacionales, superando e igualando a Racing respectivamente. También es el quinto equipo argentino con más participaciones en la Copa Libertadores de América, con 14 y es el tercer equipo argentino con más participaciones en la Copa Sudamericana.
Es reconocido por la Conmebol como el 14 mejor equipo de la historia de América según su Ranking realizado en 2015. También, es considerado el octavo mejor equipo Sudamericano del Siglo XXI por el IFFHS, siendo considerado también como el 21 mejor equipo del Siglo XX por la misma organización. Ocupa el puesto 63 del Ranking Histórico del IFFHS, siendo el cuarto equipo argentino mejor ubicado en este Ranking, superando a sus compatriotas Independiente y Racing. También, es considerado por la FIFA como uno de los clubes clásicos del mundo, denominación que reciben los clubes más importantes del fútbol históricamente.

## Actividades deportivas
Son las más de 60 Actividadades que se realizan en las Sedes

### Sede Avenida La Plata
| - Gimnasia localizada - Gimnasia aerolocal - Tai Chi Chuan - Local-Ball - Pilates Fight-Do - Stretching - Gimnasia local con estiramiento - Yoga - Step local | - TopCycle - Kick Boxing - Gimnasia - Danza egipcia - Tango - Entrenamiento con barras - Karate - Taekwondo - Salsa | - Aero salsa - Natación - Hidrogym - Box training - Gimnasia rítmica infantil - Estiramiento - Tenis de mesa |

### Sede Ciudad Deportiva
| - Hockey sobre patines - Hockey sobre césped - Fútbol recreativo - Escuela de fútbol - Fútbol femenino - Futsal - Voleibol - Balonmano - Básquetbol | - Patinaje - Yoga - Salsa - Aeróbica - Lebitación - Folclore - Boxeo profesional - Tenis - Atletismo | - Rugby - Bowling - Natación climatizada En Temporada de Verano: - Natación - Colonia para abuelos - Juegos recreativos |

## Historia de los diversos deportes
San Lorenzo de Almagro es uno de los clubes argentinos con más historia y campeonatos ganados en distintas actividades deportivas.

### Fútbol femenino
El fútbol femenino de San Lorenzo se inscribió en la Asociación del Fútbol Argentino en 2002 y desde entonces se convirtió en un constante animador de cada torneo nacional e internacional que interviene. El club azulgrana cortó la hegemonía de títulos de Boca y River al consagrarse en el Torneo Apertura 2008, título que defendió con éxito a comienzos de 2009. En 2015, superó 2-1 a UAI Urquiza en el desempate final y se quedó con el campeonato regulado por la AFA. Antes, había sido subcampeón en seis certámenes sucesivos entre 2004 y 2007, y en 2009 resultó el primer equipo nacional en disputar la Copa Libertadores de América, en Brasil. El Ciclón también consiguió 11 títulos a nivel amistoso y le aportó 15 jugadoras a las Selecciones Argentinas Sub-17, Sub-19, Sub-20 y Mayor, para disputar Sudamericanos, Mundiales, Juegos Panamericanos, Juegos Olímpicos y amistosos internacionales.

### Básquet
Junto al atletismo, el básquetbol es la disciplina más ganadora en la historia de la institución. Títulos porteños y nacionales posicionaron a San Lorenzo como referente de este deporte durante las décadas del 40, 50, 60 y 70.
San Lorenzo de Almagro empezó a sentir el pique de una pelota naranja en 1930, mismo año que sumó al boxeo también. En las instalaciones de avenida La Plata, el básquetbol se afilió a la Federación Argentina de Basketball. En 1935 presenta un equipo de Primera División más categorías formativas.
El básquetbol se fue consolidando con éxitos deportivos, y cada vez más adeptos sumaba a sus filas. Tal es así que en 1941 se llevó a cabo la inauguración del tablado para la cancha. “Uno de los mejores de Sudamérica”, destacaba la memoria y balance de ese año sobre escenario azulgrana. En esta década asomaron glorias como Jaime Pérez, Francisco del Río, Alberto Trama, Alfredo Belli, Héctor Romagnolo, Erio Cassettai y Salvador Capece.
Sabido es que 1946 fue un año excepcional para el fútbol. También lo fue para el básquetbol, que se consagró campeón Nacional. Dos años más tarde, San Lorenzo se llevó la Copa que llevaba el nombre del presidente de la Nación, Juan Domingo Perón. En este equipo brilló José Biggi, para los especialistas uno de los jugadores más notables de la historia. A la hora de hablar de las figuras de distintas épocas, enumeran a Biggi, Furlong, Cabrera y Ginóbili.
El inicio de la década del cincuenta tuvo un hecho clave, la inauguración del Gimnasio General San Martín. En ese predio el Ciclón seguiría escribiendo su rica historia. En el 51 y 52 vuelve a ganar el campeonato Apertura, y su fama era tal que la prestigiosa revista El Gráfico comenzaba a darle mucha difusión a su rendimiento, llegando a ser tapa en más de una oportunidad. Justamente, en el 51, San Lorenzo se presentó en un repleto Luna Park para enfrentar el mítico equipo estadounidense denominado Harlem Globe Trotters, ganando los visitantes por 54 a 26.
En 1957, San Lorenzo conquistó dos títulos: Metropolitano y Nacional. Este último lo hizo en forma invicta, produciéndose un récord para el básquetbol argentino hasta hoy imbatido: Juan Ruggia convirtió 50 puntos en la final ante Unión de Santa Fe (vale destacar que en aquel entonces no existía la línea de tres puntos). Finalmente la victoria ante el Tatengue fue por 84 a 74.

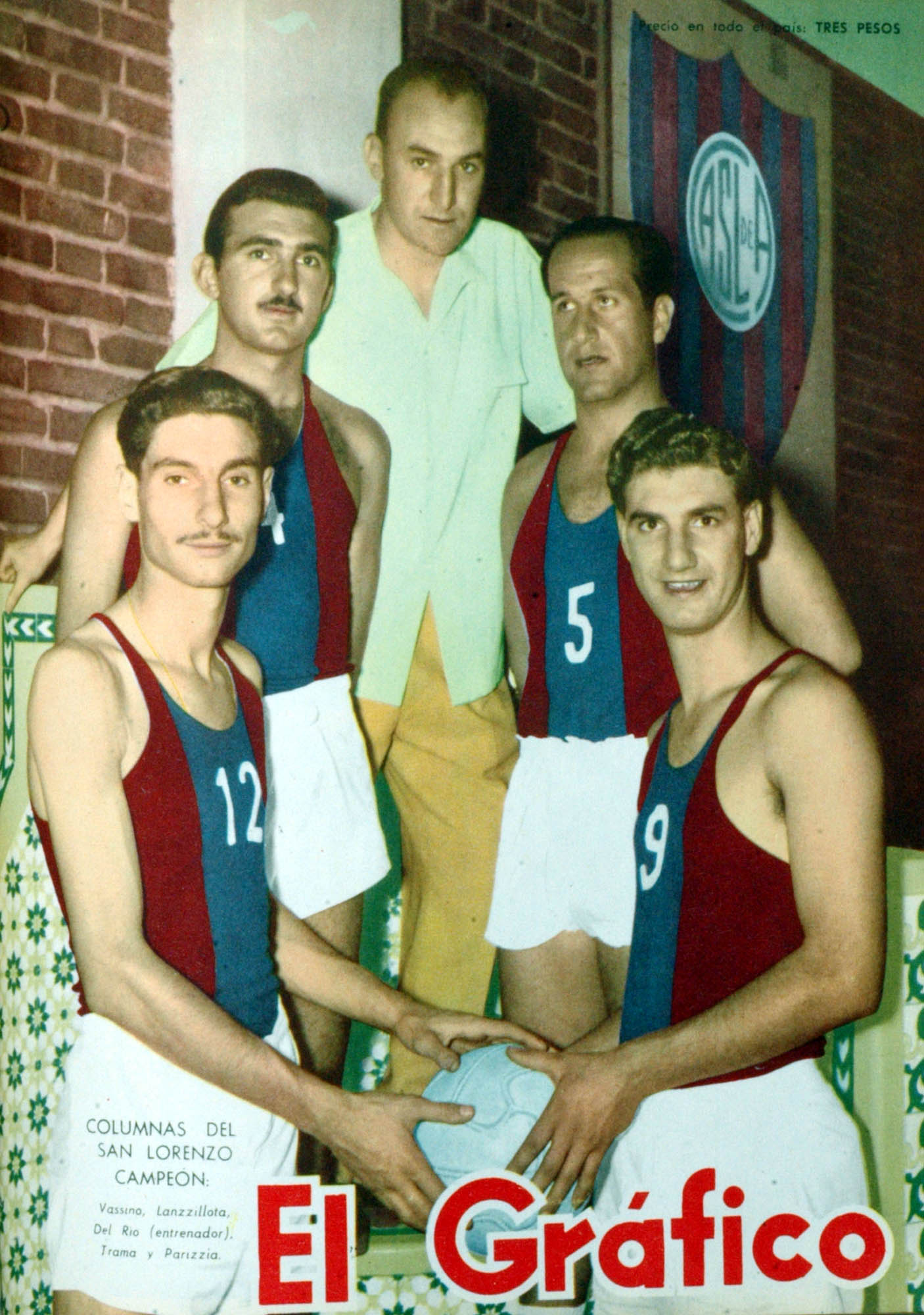
Equipo de San Lorenzo de Almagro en 1957.

En 1959, otra vez como en el fútbol, se coronó campeón del torneo oficial al derrotar en la final a Boca, en un colmado Luna Park. Vasino, figura de la noche, se retiró con 34 tantos a su favor. En aquel equipo, además, jugaban Herberto Fagnani, Edgar Parizzia, Juan Ruggia, Juan Carlos Gago y Carlos Palmintieri.
Como Los Matadores en el fútbol, un año antes que ellos, es decir, en 1967, San Lorenzo formaría un equipo hegemónico como el que se denominó “La Catedral”, conducido por José Biggi. Hasta 1973, este quinteto, no se cansó de ganar y ganar, realizando durante 1971 una positiva gira por Europa. Carlos Vasino, Néstor Pacheco, Dante Massolini, Carlos Perroni, Oscar Viciglia y Carlos Perales.
Párrafo aparte para aquella aventura por el Viejo Continente en 1971. Tras caer ante la Selección de España, que se preparaba para los próximos Juegos Olímpicos, San Lorenzo se repuso y venció a equipos como Monti Roseto, Pariarca, Lazio, La Torre, Biber de Italia y al campeón de Yugoslavia, el O.K.K. de Belgrado por 75 a 74, elenco que contaba con tres baloncestistas de selección.
Lamentablemente, a mediados de la década del setenta, la disciplina perdió su nivel y a principios de los ochenta perdió la categoría. En 1982, al igual que el fútbol, San Lorenzo ascendió, y en forma invicta, ganando 42 juegos. Tres años más tarde, fue socio fundador de la Liga Nacional y jugó el partido inaugural, ante Argentinos de Firmat, en el estadio de Obras. En 1986 la disciplina desapareció, hasta volver en 1991. Luego de la Primera División disputó los campeonatos de la Federación Regional de Básquetbol de Capital Federal.
En 2014 luego de un excelente rendimiento en el Torneo Federal de Básquetbol, San Lorenzo, renació en esta disciplina y participó del Torneo Nacional de Ascenso con figuras son Jazwyn Cowan, Exequiel Cassinelli, Joaquín Gamazo, Sebastián Morales y Lucas Cassettai con la dirección técnica de Diego D’Ambrossio. En este período ejerció la localía en el Ferro Carril Oeste hasta que el estadio multipropósito del polideportivo Pando estuviese terminado.
En 2015, San Lorenzo compra una plaza para la Liga Nacional de Básquet por parte de una fusión entre 9 de Julio de Río Tercero y San Lorenzo, logrando así que el conjunto sea dirigido por Julio Lamas en la temporada 2015/16.
En 2016 ganó la Liga Nacional de Básquet 2015-16. Este equipo fue dirigido por Julio Lamas y contó con la figura estelar de Walter Herrmann, muy bien acompañado por el Penka Aguirre, Marcos Mata, Lucas Faggiano, Marcus Elliot, Bernardo Musso, Fernando Martina, Roquez Johnson, Mathews Bryan Ossei.
Tanto las temporadas 2016-17/ 2017-18/ 2018-19/ 2020-21 logró coronarse campeón y convertirse en el único club que ha sido tetracampeón y pentacampeón de la Liga Nacional de Básquet. También durante esos años, logró consagrarse campeón del Torneo Súper 4 2016-17, Supercopa de La Liga 2017-18/ 2018-19 y del Torneo Super 20 2019.
De manera internacional, San Lorenzo logra ser no solo campeón, sino también bicampeón de la Liga de las Américas edición 2018 y 2019.
En una gira histórica no solo para la institución sino también para el Básquet nacional, en 2016 San Lorenzo juega en Canadá contra los Toronto Raptors siendo el primer partido entre un equipo de LNB contra una franquicia de la NBA. El resultado final fue de 123-105 para los canadienses. En 2017 se realiza una gira en España enfrentando al Real Madrid subcampeón de la Liga ACB 2016-17 con una Victoria 84-81, y también con una victoria frente al Barcelona 95-86.
El 10 de octubre de 2019, San Lorenzo viajó a los Estados Unidos para enfrentarse a los poderosos Cleveland Cavaliers.Fuimos renombrados como "Ravens of Boedo" por la cobertura periodística estadounidense del encuentro por cuestiones de marketing.
Finalmente, fue derrota por 89-120.

### Futsal

#### Masculino
La sección de futsal del Club Atlético San Lorenzo de Almagro es el equipo representativo de la institución en dicho deporte. Su sede está situada en la Comuna 5 de la Ciudad Autónoma de Buenos Aires (CABA), Argentina.
En la actualidad, se posiciona como el tercer equipo más exitoso y vigente campeón de la 1.ª División con 9 títulos, detrás de Pinocho y Boca Juniors respectivamente. A su vez, obtuvo la Copa Argentina 2018 y 2022 máximo ganador junto a River Plate y lidera la Copa Benito Pujol con 3 conquistas.
Es el primer y único equipo argentino en obtener la Copa Libertadores de América de Futsal en mayo de 2021,disputada en Uruguay, derrotando al Carlos Barbosa de Brasil por 4 a 3, que venía de ser tricampeón (2017,2018 y 2019). De esta manera se convirtió en el único equipo argentino en ser Campeón de América en tres disciplinas: fútbol (2014), basquetbol (2018 y 2019) y futsal 2021

#### Femenino
El Futsal Femenino es la disciplina más ganadora de San Lorenzo dentro de las que compiten en los torneos oficiales de AFA. Compite en los torneos de la Asociación del Fútbol Argentino desde sus inicios en el año 2004 y actualmente cuenta en su historial con 26 campeonatos que lo colocan como el club más ganador de la Argentina en la disciplina. Además posee una gran cantidad de títulos en sus categorías juveniles.
La primera división fue campeona de la liga organizada por AFA en los torneos Apertura 2008, 2009, 2011, 2012 y 2013, los torneos Clausura 2008, 2009, 2010, 2011 y 2017, las finales anuales de 2008, 2009, 2011, 2012, 2017 y los torneos 2005, 2006, 2015, 2016, 2022 y 2023 que duraron todo el año.
San Lorenzo también conquistó las siguientes copas oficiales a nivel nacional: Copa Argentina 2018, Supercopa 2019, Supercopa 2021,Liga Nacional 2019 y la Copa de Oro 2022.
Además participó en la Copa Libertadores de Futsal Femenino de los años 2013, 2015, 2016, 2017, 2018, 2022 y 2023 logrando la medalla de plata en dos oportunidades y la de bronce en cuatro ocasiones. Actualmente es el club argentino y sudamericano que más veces participó de este torneo continental y el líder de la tabla histórica de puntos.

### Patín artístico
San Lorenzo ingresó a la Federación Porteña de Patín en la década del 30, aunque a lo largo del tiempo la disciplina tuvo sus vaivenes. Al comienzo, estaba orientada a la exhibición e intervenía en eventos con características de shows y festivales. En 1936, el club alcanzó el Campeonato Nacional, uno de sus primeros grandes logros. Pero hubo que esperar hasta 1948 para disfrutar los títulos argentinos de Brausatti y Ruíz Díaz. En esos años, Víctor Di Luciano fue otro de los nombres exitosos de la disciplina. En los '60 y '70, Emilio Grieco alcanzó notoriedad y conquistó el Sudamericano, mientras que San Lorenzo se adueñó de la Copa Rievens en 1972.
A partir de 1980, el Patín Artístico del Ciclón varió su rumbo, empezando a encauzarse hacia la identidad en las competencias de relevancia. Bordeando los '90 y en la República de Chile, Fernanda Pedro consiguió el subcampeonato sudamericano en libre y escuela. Al mismo tiempo, el club elaboró otros rendimientos de consideración.
El Siglo XXI marcó una explosión en la disciplina. Desde 2006 y hasta la actualidad, San Lorenzo viene conquistando de manera consecutiva la Copa de la Asociación Regional de Patín del Gran Buenos Aires, tanto en la División A como en la B. En 2006, Leila Vanzulli logró el Campeonato Nacional y la medalla dorada en los Juegos Odesur, lo mismo que en los Juegos Panamericanos de Río de Janeiro en 2007.
En 2010, Elizabeth Soler fue subcampeona del mundo en Portugal, repitiendo en lo que repitió en Brasil 2011, tanto en Figuras Obligatorias como en Libre. Ese año, su hermana Giselle Soller resultó campeona del mundo en Libre. En 2012, Anabella Mendoz fue subcampeona del mundo de Figuras Obligatorias en Nueva Zelanda y campeona del mundo en Colombia en 2015. En 2016, Mendoz volvió a dejar bien arriba los colores azulgranas, tras destacarse a nivel nacional como internacional, ya que se consagró bicampeona del mundo en Figuras Obligatorias y se quedó con el Oro en los Juegos Panamericanos.

### Balonmano femenino
El balonmano femenino surge casi paralelamente con el masculino. En principio no cuenta demasiados éxitos y recién en 1975 el club dispone de una buena cantidad de socias (40 cadetas) practicando el deporte. En los 80 siguieron interviniendo en diversas competencias y a mediados de 2000 comenzó la reorganización de la disciplina, tanto en mayores como en inferiores. En la actualidad, las mujeres se encuentran en la Cuarta División de la Federación Metropolitana de Balón Mano.

### Balonmano masculino
San Lorenzo se sumó a las filas de la Federación Argentina en 1940, en lo que se denominó “Handball de campo”, siendo local en el Gasómetro. Se proclamó campeón de Segunda en 1945 y así llegó por primera vez al círculo privilegiado en 1946. Un año después, el club construyó uno de sus triunfos más gloriosos en el deporte: el Torneo de Otoño. Poco después, se unió a las competencias iniciales del Balonmano de Salón. Luego de algunos traspiés y un tiempo en Segunda, regresó al circuito superior en 1974 y, un año más tarde, la entidad compartió la fundación de la Federación Metropolitana de Balonmano junto a otras 17, siendo la reunión clave en Avenida La Plata.
En 1984, el equipo de Boedo subió a Primera por última vez. Luego la disciplina tuvo una práctica aislada, hasta que en 2005 se anotó en la ASBAL, para volver a afiliarse a la FEMEBAL en 2008. Ya en el 2011, San Lorenzo obtuvo la Copa de Clubes de Juveniles en Mar del Plata, los torneos Apertura y Clausura de la misma categoría, el Clausura de Juniors y, además, la Primera logró el ascenso a Tercera División. En 2012, conquistó el Apertura y el subcampeonato en el Clausura de Juveniles. Ese mismo año, fue segundo en la Copa Carnavales Correntinos, celebrada en verano. En 2013, la Primera consiguió el ascenso a Segunda División, pero un año más tarde volvió a disputar en la Tercera que mantiene hoy en día.

### Vóley Femenino
San Lorenzo obtuvo el subcampeonato en la Copa Interclubes que organizó en 1949. En 1950 se inscribió en la Federación Metropolitana de Voleibol y se reafilió en 1973. Ganó la Copa Morgan 1984 y 1985, y además cumplió destacadas actuaciones en Cuarta y Quinta División, logrando en 1996 acceder a la División de Honor.
Lo mejor de la actividad llegó a partir de 2004, cuando volvió a levantar la Copa Morgan y el Campeonato de Segunda División en forma invicta. San Lorenzo también fue campeón de Primera en 2008 y ascendió a División de Honor, volviendo a obtener el ascenso pero a través de los playoffs en 2010. Ese año, el Ciclón disputó su primera Liga Argentina de Clubes y volvió a jugarla desde 2013 hasta la actualidad, sin interrupciones, accediendo tanto en 2015 como 2016 a las semifinales. En 2015 el equipo que dirige Mario Gallego obtuvo cuatro títulos consecutivos: Copa Chulo Olmos, Superliga Metropolitana, Abierto de Mayores de San Jerónimo y el primer campeonato de División de Honor de la Federación Metropolitana de Vóley. Ya en 2016, Las Matadoras alcanzaron la final de la Copa Chulo Olmos y volvieron a dar la vuelta olímpica en la División de Honor.
2017 fue otro gran año, con una gira histórica por España, donde ganó cuatro de los ocho encuentros amistosos que disputó. A su vez, culminó tercero en la Liga Argentina y alcanzó una nueva final del Metropolitano de la División de Honor, pero no pudo quedarse con el título ya que fue superado por Boca. El año 2018 lo tuvo como gran protagonista, ya que por primera vez en su historia llegó a una final de la Liga Argentina tras superar a Gimnasia Esgrima de La Plata por 2-0 en semifinales. Ya en la gran final, las Matadoras disputaron el decisivo contra Boca, donde terminaron cayendo por 2-1. Luego en el ámbito local, las Cuervas se quedaron con el torneo de mayores de San Jerónimo (Santa Fe) y nuevamente disputaron la instancia decisiva del torneo de División de Honor, que quedó en manos de Boca. En 2018, 2019 y 2021 volvió a disputar la final de la liga Argentina, quedándose finalmente con el título en esta última oportunidad.

### Vóley Masculino
San Lorenzo -que llegó a la esfera metropolitana en 1950, reingresando a la misma en 1973- pudo codearse con el éxito después de 2000. Previamente, había llegado a las semifinales de la Copa Morgan de 1987. El despegue de la institución en esta disciplina se produjo con el título de la Liga Nacional A2 en la temporada 2003/04, la intervención en la Liga Nacional 2005/06, las conquistas del Torneo Abierto FMV 2005 y del Campeonato de Primera División 2006, más los subcampeonatos en Tercera y Segunda durante el 2004 y 2005, respectivamente.
Desde 2007 hasta 2011, San Lorenzo ha participado ininterrumpidamente de la División de Honor (máximo nivel en la Federación Metropolitana), lo que constituye un récord en la historia del club. Luego sufrió el doble descenso, ya que de la máxima categoría cayó a la Segunda División. Dos años más tarde, el Ciclón logró volver a la Primera y ya en 2015 retornó a la élite del vóley metropolitano, donde logró mantenerse en 2016 con un equipo joven.
En 2017, el combinado azulgrana volvió a disputar la Liga A2 y quedó en la puertas de las semifinales para ir en busca del ascenso. Tras mantenerse en la elite de la federación porteña, sobre el cierre de la temporada los Cuervos se consagraron campeones de la Copa Metropolitana.

### Gimnasia rítmica
Hasta 2013, eran todas exhibiciones que hacían las competidoras del club en distintas instituciones, pero no participaban en ninguna competición oficial. Ahora, la gimnasia rítmica de San Lorenzo forma parte de la Federación Metropolitana, con tres competencias dentro del área y dos a nivel nacional (individual y en conjunto). Los dos primeros años accedió por clasificación nacional y luego fue por invitación. En cuanto a la escuela para las competidoras más pequeñas, hace cuatro años que viene ganando la Copa Entrenando por Sueño, que se realiza en River y participan casi mil chicas, entre cuatro y seis años, de Capital Federal y Gran Buenos Aires.

### Artes marciales
Las Artes Marciales comenzaron a practicarse a mediados de la década del 40. El Judo resultó el primer deporte que tuvo lugar en Avenida La Plata, con intervenciones en el Campeonato Nacional y diversos títulos. El primer profesor en enseñarlo fue Roberto Negreiro y los deportistas que sobresalieron en esos tiempos, Juan Manuel Moreno, Juan Carlos Michelli, Juan Zanga, Miguel Genuth, entre otros.
Mientras el Judo siguió creciendo -a partir de producciones importantes que lograron Víctor Bauduou, los hermanos Strático, o Rafael Abastante en los '70-, San Lorenzo incorporó durante los años posteriores la práctica del Taekwondo, Yin Tao y Karate, que desde los '80 ocupa lugares preponderantes en los rankings nacionales e internacionales, con la referencia del Sensei Ricardo Marsiglia. Además, es pionero en la Escuela, recibiendo niños desde temprana edad, los cuales integran hoy la Selección Nacional.
En Taekwondo, dos de las referencias que tuvo el club en los últimos 20 años, son Eduardo López Dowling y Emiliano Verdún. Asimismo, con la aparición del equipo de Alto Rendimiento en el 2011 bajo la dirección de Gerardo Rocha, San Lorenzo alcanzó lauros mundiales a través de Gastón Oriente, Mario Escobar, Florencia González e Iván Rodríguez. Esta disciplina no solo brilló en Argentina, sino en países como Uruguay, Brasil o Canadá.

### Hockey sobre césped
Nació en San Lorenzo de Almagro a fines de la década de 1980 y principios de los 90 bajo la presidencia de Fernando Miele. En esos años se acercaron a la institución los representantes del Club Nahuel Buenos Aires, con el objeto de competir y utilizar las instalaciones de la Ciudad Deportiva (San Lorenzo tenía una cancha de hockey de césped natural con medidas reglamentarias). Posteriormente se dio paso al nacimiento de los equipos representativos de San Lorenzo de Almagro, ya compitiendo de manera oficial con ese nombre.
El Club Nahuel Buenos Aires se quedó hasta fines de 1993, afiliándose San Lorenzo el siguiente año a la Asociación Amateur Argentina. San Lorenzo consiguió pagar nueve mil novecientos pesos (dólares en aquel entonces) de matrícula, recaudados con el esfuerzo de la Subcomisión de la disciplina a cargo de Jorge Sabater y la delegada Angélica Rocca.
Ya en 1994, San Lorenzo tenía compitiendo en Mujeres: una Primera, Intermedia, Quinta, Sexta y Séptima división y en Varones: una Primera, Intermedia y Quinta División.
Entre las jugadoras más recordadas de aquellos años se destacan: Claudia y Karina Boria, Alejandra Ormaechea, Andrea Mancuso, Adriana Rocca, Ida Gatto, las hermanas Bustos y Koz, Gabriela Martorano y Naimé Verzino, entre otras y técnicos como Ricardo Sobrado, Elena Otegui, Bremer, Ernesto Herrero, Claudio Tognella y Gabriel Soleiro.
En el año 1998 dejaron de competir los equipos masculinos y se levantó la cancha de césped natural, para darle paso a nuevas canchas de fútbol, ubicada detrás del Gimnasio General San Martín, teniendo que jugar los equipos femeninos, primero en DAOM, y luego en el Quilmes High School hasta el año pasado.
A pesar de todo, en el transcurso de este tiempo, la disciplina creció y se consiguieron muchos logros; aumentar el volumen de jugadoras, contando actualmente con un equipo completo por cada división desde Primera a Décima (6-7 años) hasta Mami-Hockey, además de una escuela formativa desarrollada por jugadoras del plantel superior, y equipos anexos de promoción.
La institución obtuvo los títulos de Primera F en 2005, Primera E en 2007, Primera D en 2008 y Primera C en 2010. Ya en el 2015, el Ciclón logró el ascenso nuevamente (primeramente fue en 2013) a la Primera B tras superar a Sitas en el playoff.
La primera cancha de césped natural fue construida en 1984 y desde dicho año hasta 1994 la utilizó el Club Nahuel de Buenos Aires. En febrero del 2010, San Lorenzo inauguró su nuevo campo sintético en la Ciudad Deportiva. En Inferiores, la Institución de Boedo logró los títulos en el Clasificación y Oficial 2004 de Quinta División, y en los Torneos 2002, 2006, 2007, 2008 y 2012 de Sexta División.

### Hockey sobre patines
En 1931, San Lorenzo de Almagro incorpora a sus filas esta disciplina, que se afilió ese año a la Federación Argentina de Patín. En el torneo de Primera División, ocupó la cuarta posición.
Se dispone a continuación un repaso de los logros del club en esta disciplina:
- En 1935 se consagra campeón de Primera División con un equipo conformado por José Barcelona, Roberto Degano, Eugenio Salanova, Mario Michelena, José Salanova, Luis Zolezzi, Santiago Ostiglia y Héctor Rabufetti.[123]

- Ya en 1960, el primer equipo de San Lorenzo de Almagro logra la Copa Revolución de Mayo, de la mano de uno de los jugadores más destacados de esta década e impulsores del deporte por muchos años como lo fue Pedro Feruglio.[122]

- En 1964, San Lorenzo se consagra subcampeón del torneo Internacional del Club Atlético San Juan.[122]

- En 1968 obtiene la Copa de Mar del Plata.[124]

- En 1970, el club consigue anotar su nombre en lo más alto del hockey, al ganar el segundo Campeonato de Primera División en forma invicta. En ese mismo año también se ganó la Copa Pedro Feruglio.[125][126]

- En 1971 se produce un hecho muy particular en la vida deportiva de la disciplina, ya que el primer equipo de hockey emprende por primera vez una gira a Europa. El 22 de marzo el plantel parte hacia el Viejo Continente. Jugaron en Francia, Italia, Holanda, España, Portugal y Suiza en casi 40 días.[127]

- En 1972 el equipo obtuvo la Copa Feruglio,[128] repitiendo en 1974,[129] y el certamen Internacional Viña del Mar en Chile[130]

- En 1975 logra hacerse con el torneo Metropolitano[131] y la Copa Feruglio.[132]

- En 1976 conquista otro título de Primera División,[133] nuevamente la Copa Feruglio[134] y la Copa Tres Arroyos.[135] Con una base de jugadores muy importantes como Luis Campenni, Jorge Limardo, Juan Carlos Barcia, Luis Vaccaro, Chiche Villarruel, Ricardo Trivisonno, Martín Chuhurra y otros más, San Lorenzo se consolida en esta década como uno de los equipos más importantes del ámbito porteño.

- En 1977, el jugador surgido del Club, Ricardo Trivisonno, goleador de raza, es convocado para integrar el Seleccionado Argentino que conquistó el Campeonato Sudamericano en Chile. Un año más tarde, la alegría no se hacía esperar, ya que el mismo Trivisonno integra el plantel argentino que se coronó por primera vez como campeón de Mundo, en el Mundial realizado en la Provincia de San Juan.

- En 1978, San Lorenzo consigue ganar el campeonato de Primera División Argentino Sede Mundial 78 y es campeón del torneo Difusión. Además el primer equipo realiza una gira por Centroamérica y América del Norte.[122]

- El inicio de la década de los 80 traería las mayores alegrías, ya que en ese mismo año llegaría el quinto título de Primera División[122] y la conquista de la Copa Pero Feruglio[136] por quinta vez junto a otra Copa Tres Arroyos.[122]

Además, en mayo de 1980, San Lorenzo realiza su segunda gira por Europa.
- En 1981 se consigue nuevamente el Torneo de Primera División,[122] Torneo Meriza[122] y la Copa Feruglio.[122]

- En 1982 obtiene tres títulos: Torneo Meriza,[138] Copa Feruglio[139] y el Torneo de Campeones.[140]

- En 1985 el Ciclón inicia una racha de conquistas, ganando en ese año el Torneo de Primera División, la Copa Pedro Feruglio, Copa Cabrera, Copa GEBA, Copa Amistad del Club Ciudad de Buenos Aires y el cuadrangular de Tres Arroyos,[122] con una base de jugadores experimentados como Ricardo Trivisonno y Jorge Limardo y jóvenes figuras como Favio Curreti, Claudio Costa, Pablo Pintos, Carlos Carpinelli, Gustavo Malaver, Daniel Costa. Y Diego Maluf.

- En 1986 llegaría la conquista del torneo de Primera División, la Copa Pedro Feruglio y la Copa Cabrera.[122]

- En 1987, ya que se consigue nuevamente el torneo de Primera, la Copa de Honor y la Copa GEBA, repitiendo las últimas dos en 1988.[122]

- En 1990 se logra la Copa GEBA y en el año 2000 San Lorenzo disputa la Primera Edición de la Liga Nacional.[122]

- Pasarían luego veintiún años para lograr un nuevo título de Primera. El mismo llegó en 2008, con una base de jugadores como Guillermo Bolán, Favio Curreti, Sergio Berlusconi, Pablo Gómez, Leonardo Sepúlveda, Pedro Dalla Zanna, Ariel García, Manuel Cervantes, Andrés Trivisonno y Martín Mandaradoni. También en 2008 se consiguió el tercer puesto en el Campeonato Argentino de Clubes en Mendoza, el Torneo Alberto Lombino en esa ciudad y la Copa Pedro Feruglio.[122]

- En 2010 se consagra campeón del torneo Metropolitano.[122]

- En 2011 campeona nuevamente, obteniendo además la Copa Tres Arroyos.[122]

- En 2013 realiza una gira por Colombia[141] y se corona como Campeón Argentino Juvenil, derrotando al clásico rival Huracán por 4-0 en la final.[142]

- Vuelve a obtener la ubicación máxima en el 2017, esta vez para consagrarse en el Torneo Clausura.[143]

### Natación
A mediados de los '40, con la inauguración del complejo natatorio en Avenida La Plata, se produjo el crecimiento y potenciamiento de la disciplina en San Lorenzo.
En 1946, sumó su primera campeona argentina, la menor de 13 años Egle Morasca. Desde 1948 -y durante varios años-, María Luisa Bento Álvez y Ana María Schultz lideraron una serie de lauros muy valiosos. Schultz batió diversos récords nacionales y sudamericanos, obteniendo la medalla de oro en los Juegos Panamericanos de 1951. Con ellas dos en el equipo, Argentina consumó su primer Sudamericano de Damas de 1949, en Montevideo. En esos tiempos, también se destacó Vanna Rocco. En 1956, San Lorenzo ganó casi todas las competencias por equipos.
En la década de 1960, Elsa Bartoletti consiguió -entre otros valiosos lauros-, el título sudamericano en dos ocasiones. Tras ello, ya entre los caballeros, se destacó Eduardo Ienarella, récord y campeón continental en 1969.
En 1973 Ángela Marchetti se proclamó campeona mundial de aguas abiertas en los 36 kilómetros de la competencia Capri, Nápoles, en Italia. También, intervino en un torneo de prestigio en el Río Nilo y en 1975 fue subcampeona mundial en larga distancia.
En los '80, la disciplina mermó en su potencial, resurgiendo con mayores posibilidades en el 90. Iniciado el Siglo XXI, Gabriel Sartoris y Silvina Janeiro -campeona nacional en el 2010-, aparecen como los máximos exponentes de la época, entre otros nadadores con buenos desempeños.
En la década del 10' Burguera, Tomas y Gavegno, Matías se destacan como Subcampeones Panamericanos en el 2014 y posicionándose como los mejores del continente
Norberto Scarampi es otro de los nombres destacados en la historia de la natación en San Lorenzo. Asumió como entrenador de la disciplina en 1960.

### Tenis
El primer certamen interno tuvo desarrollo en 1931, año desde el cual San Lorenzo de Almagro comenzó a integrar la Asociación Argentina de Tenis.
Fernando Vigatta resultó uno de los nombres que resaltó en la época, llegando a los cuartos de final de un Sudamericano realizado en Uruguay. El equipo de damas, en tanto, se destacaron merced a un segundo puesto durante 1939.
A mediados de los 40', las canchas de Avenida La Plata fueron iluminadas y a raíz de ello, se organizaron fuertes competencias nocturnas. En 1953, San Lorenzo alcanzó su primera coronación en la división superior, gracias a la actuación de Eduardo Prado, Raúl Morganti, Raúl Ceriana y Ernesto Ríos.
Los buenos rendimientos se mantuvieron en los '70. Lo mismo a nivel de crecimiento edilicio, ya que en los años subsiguientes, desde 1974, se construyeron canchas en la Ciudad Deportiva, las que hoy se encuentran todas iluminadas.
A mediado de los '80, la actividad tomó un impulso importante, formándose diez categorías de menores y potenciándose el área. En 1993, San Lorenzo ganó el ascenso a la Primera de Caballeros y de Damas, con tenistas de calibre como Mario Vicente, Enrique Figueras, Flavio Murieta, Fabián Magliano, Fernando Turno, Lorena Massara, Lorena Montero, Romina Legardón, Marcela Brandi, Marcela Baraballe, Florencia Motal y Carolina Montero.
Mientras que llegando al Siglo XXI, fue relevante la intervención de Adolfo Ibarrondo, quien por doce años consecutivos, resultó en número 1 del mundo en la categoría de veteranos + 75.
En el año 2015, la Asociación Argentina de Tenis y la Federación Internacional de Tenis confirmaron al club como sede de los torneos Future (tenis) (hombres) y Women's Circuit (mujeres), siendo estos torneos de menor envergadura que los Grand Slam (tenis) y ATP series. Ambos torneos, donde la mayoría de los participantes son juveniles, otorgan premios en efectivo (Dólares) y puntos para los rankings ATP y WTA. El 2016 y 2017 realiza nuevamente los torneos .
Otro importante evento fue la participación en la Primera División del Interclubes, siendo anfitrión de las finales en la Ciudad Deportiva y logrando título de campeón en el Femenino y segundo puesto en el Masculino.
Sobre el final del 2017 el equipo de Intermedia Femenino consigue el ascenso a Primera División, contando entonces San Lorenzo con dos equipos en el Interclubes 2018.